# История Арканзаса

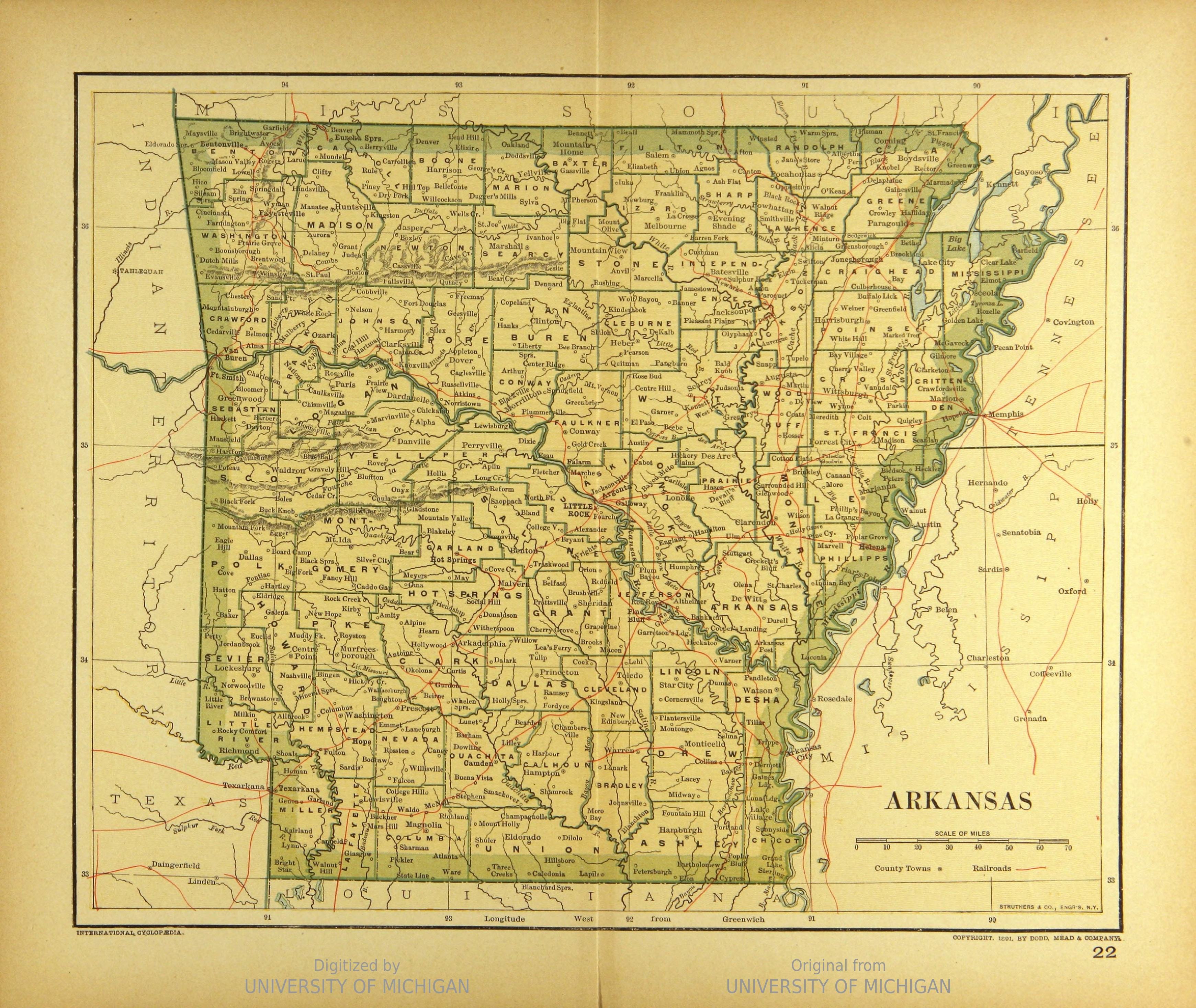
Карта Арканзаса 1894 года

История штата Арканзас начинается с эпохи заселения территории штата человеком в эпоху палеоиндейцев около 12 000 лет до нашей эры. Люди сначала охотились здесь на мамонтов, а после их вымирания перешли на бизонов и оленей. Около 950 года на территории Арканзаса распространилась Миссисипская культура. Со временем здесь обосновалось племя индейцев куапо, которых соседи называли словом Akansea. Первые французские колонизаторы назвали его как Arkansas, и оно стало названием этой земли. В 1803 году французы продали свои американские колонии США, где с 1819 по 1836 год существовала Территория Арканзас. 15 июня 1836 года Арканзас вместе со свободным штатом Мичиган был принят в Союз в качестве рабовладельческого 25-го штата.
Первое время штат развивался за счёт плантаций и рабского труда. Когда началась Гражданская война, Арканзас вышел из Союза и присоединился к Конфедерации. На его территории произошло несколько сражений, крупнейшим из которых было Сражение при Пи-Ридже. После войны Арканзас оставался отсталым штатом, зависимым от производства хлопка. В конце XIX века в нём были введены законы, установившие сегрегацию и лишившие чернокожее население политических прав. Эти законы были отменены только в 1960-х годах в ходе борьбы за гражданские права. Именно в Арканзасе шла самая ожесточённая борьба за интеграцию школ.
Экономика штата оживилась только в годы Второй Мировой войны и после неё. В 1962 году здесь была основана сеть супермаркетов Walmart, которая со временем стала крупнейшим в мире налогоплательщиком. В XX веке Арканзас стал родиной нескольких крупных политиков, в частности президента Билла Клинтона, который дважды был губернатором Арканзаса. В XXI веке симпатии арканзасцев изменились в пользу Республиканской партии. В 2012 году республиканцы захватили всю Ассамблею штата и всю делегацию в Конгрессе. С этого момента арканзасцы регулярно голосовали за республиканских кандидатов на президентских выборах.

## Ранняя история
Первые люди, палеоиндейцы, проникли в Северную Америку примерно за 14 000 лет до настоящего времени, когда ледник ещё покрывал часть континента, доходя до слияния рек Миссисипи и Огайо. Арканзас в то время населяли мамонты и мастодонты, но растительной пищи было совсем мало, и реки были слишком холодными и почти безрыбными. Палеоиндейцы использовали листообразные «кловисские» каменные наконечники. Их очень мало найдено в Арканзасе, из чего следует, что людей в штате было немного, всего 100—150 человек, которые жили группами по два десятка человек. Больше всего находок встречается на востоке штата, из чего следует, что люди в основном перемещались вдоль реки Миссисипи. Люди следовали за мигрирующими животными и охотились на них, пользуясь моментами когда те, например, застревали в грязи. Примерно за 10 000 лет до настоящего времени мегафауна начала вымирать, и человеку пришлось охотиться на более мелкую дичь: оленей и бизонов.
К концу палеоиндейского периода наконечники кловисского типа сменились наконечниками далтонского типа, которых уже достаточно много в Арканзасе. Количество стоянок того времени говорит о том, что людей стало больше, возможно, до 500 человек на весь штат. К тому периоду относится стоянка Слоан — самая интересная из арканзасских стоянок. Далтонские наконечники здесь особенно многочисленны и их размеры необычайно велики. Археологи предположили, что это место было чем-то вроде кладбища; если это предположение верно, она является самым ранним кладбищем в западном полушарии.
Около 11500 лет до настоящего времени (9500 до н. э.) начался Архаический период: климат потеплел, стало больше орехов и семян, больше лесов, и человек начал обрабатывать дерево и использовать в пищу больше орехов. Появились рыболовные крючки и гарпуны, что говорит о зарождении рыболовства. Олень был главной добычей, но учащалось употребление растительной пищи. Сложившийся образ жизни продержался долго и привёл к значительному росту населения — до нескольких тысяч человек к концу периода. Это привело к культурной стратификации, поэтому к Позднему архаическому периоду (4000-650 до н. э.) сформировалось уже множество отдельных культурных зон. Люди стали вести более оседлый образ жизни и развилось подобие рудиментарной торговли.
Около 600 года до нашей эры начался Вудлендский период, который продолжался до 900 года нашей эры. В эту эпоху быстро увеличивалось количество постоянных поселений и росла зависимость их обитателей от зерновых культур. На последнее повлияла и так называемая «хранилищная революция», которая была следствием появления керамики. Были изобретены лук и стрелы, которые сразу стали основным орудием охоты и войны. В этот период появилось много петроглифов и пиктограмм, которые теоретически могли существовать и ранее, но археологических доказательств нет. Вудлендские индейцы вели примерно тот же образ жизни, что и в период Архаики: охотились, ловили рыбу, собирали дикие растения и разводили огороды, но теперь сбор орехов и огородничество занимали всё больше времени, а охота всё меньше. Где-то в первом тысячелетии на Среднем Юге появилась кукуруза и быстро встроилась в вудлендскую экономику. Земледелие изменило сам принцип формирования поселений: теперь они появлялись там, где земля лучше подходила для обработки. Примером такого поселения является городище Дирст на реке Буффало.
В Среднем Вудлендском периоде развились торговые связи на востоке континента, что привело к формированию зоны Хоупвеллской культуры с центром на реке Огайо. Для этой культуры свойственны погребальные курганы конической формы. В Арканзасе влияние этой культуры прослеживается на городище Хелена-Маунд, где раскопки 1960 года выявили богатые захоронения с большим количеством медных и серебряных украшений. К этому же периоду относится городище Тольтек около города Скотт; здесь в зоне культуры Плам-Байу обнаружено 18 земляных курганов, некоторые из которых обладают пирамидальной формой с плоской вершиной. Было высказано предположение, что некоторые такие курганы использовались для астрономических наблюдений. Предположительно, город был крупным религиозным центром, который стоял в окружении поселений более низкого ранга. Так постепенно формировалась социальная иерархия, которая особенно ярко проявилась в последующем периоде истории.

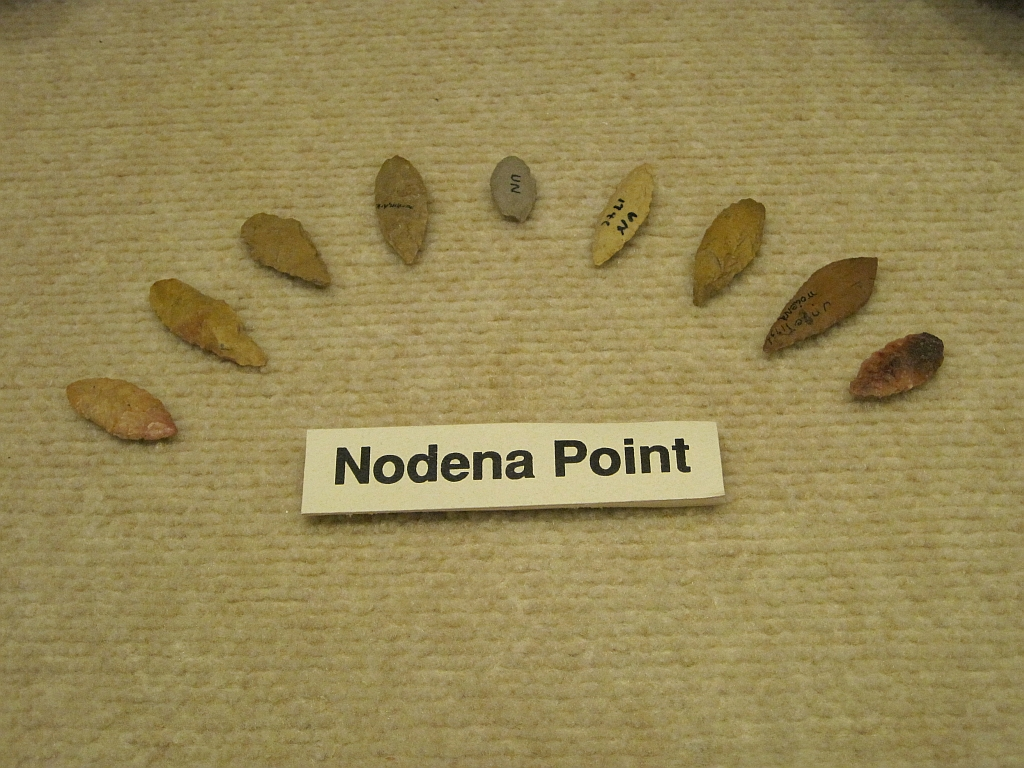
Наконечники «Ноденского типа»

Период с 900 года и до 1541 года (появления испанцев) принято называть Миссисипской культурой: он характеризуется быстрым ростом населения и появлением крупных городов — до нескольких тысяч человек населения. В Арканзасе в это время жили десятки тысяч человек. В это время производилась керамика самых разных форм и назначений, включая чисто ритуальную. Появились предметы культа из камня, кости, раковин и меди. Экономика в это время становится почти исключительно сельскохозяйственной: к 1250 году индейцы выращивали в основном кукурузу, бобы и тыкву. Эти три продукта давали индейцам почти все необходимые питательные вещества. Начала формироваться и экономическая специализация: так жители юго-западного Арканзаса производили соль на продажу. Контроль над торговлей приводил к появлению крупных укреплённых городов. Обнаружены крупные зернохранилища, из чего следует, что зерно могло централизованно собираться и затем централизованно распределяться. У храмовых построек того времени есть много сходства, что позволяет говорить о существовании Юго-западного церемониального комплекса.
Самым известным археологическим объектом этой эпохи является городище Нодена в округе Миссисипи. Оно было населено с 1400 года и полностью заброшено около 1650 года. В лучшие годы его населяло почти 1600 человек. Рядом было найдено ещё несколько поселений такого типа, что дало основание говорить об отдельной «Ноденской фазе» миссисипской культуры.
Сложная социальная структура Миссисипского периода постепенно приходила в упадок по многим причинам: из-за ухудшения климата, истощения почв, эпидемий и войн. Население постепенно сокращалось, социальная структура упрощалась, и в итоге первые французские исследователи встретили общество гораздо более примитивное, чем предшествовавшие ему общества Миссисипского периода.

### Индейцы Арканзаса

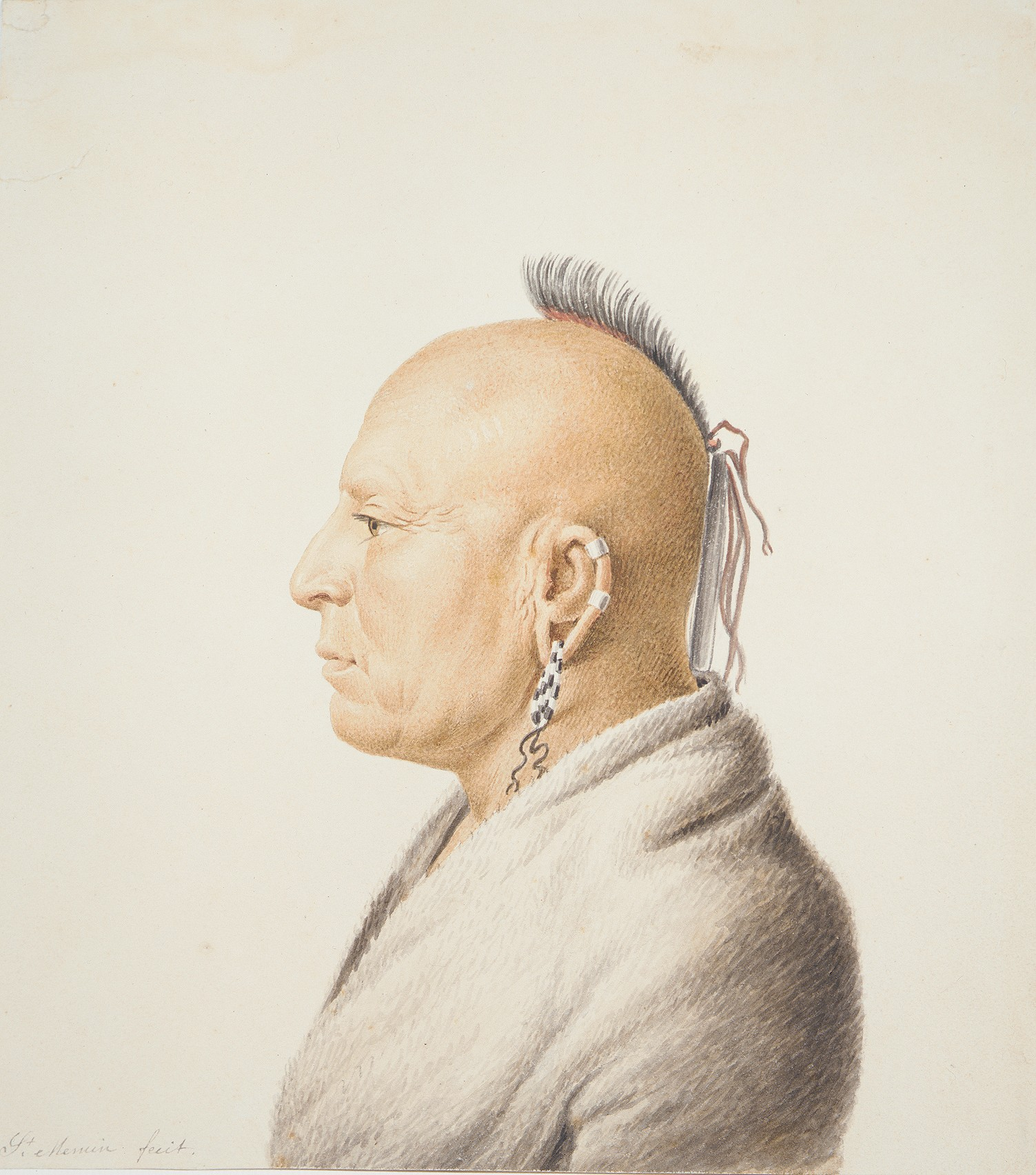
Индеец племени осейджи.

К моменту появления европейцев в Арканзасе проживало пять основных индейских племён. Индейцы куапо жили около слияния рек Миссисипи и Арканзас, индейцы кэддо — в долинах Ред-Ривер и реки Уошито, индейцы туника и короа — на реке Миссисипи в центре и юго-востоке современного Арканзаса, а индейцы осейджи — на севере штата на притоках реки Миссури. Индейцы куапо относились к группе индейцев сиу, и были родственны индейцам осейджи, омаха, канза и понка. Куапо верили в создателя мира по имени Ваконда (Wakondah), обожествляли солнце, луну и молнию, и верили в сверхъестественные возможности растений и животных. К концу XVII века сохранилось 4 посёлка индейцев куапо: Каппа, Осотоу, Турима и Тонгигуа. Они состояли из длинных домов, сгруппированных вокруг центральной площади. Каждый длинный дом населяли несколько семей. Существовали храмы, построенные так же, как и дома, но имевшие квадратную форму. Некоторые храмы стояли на древних курганах. Всё общество куапо делилось на кланы, которых известно около двадцати, и эти кланы делились на две группы: Люди земли и Люди неба. Индейцев куапа насчитывалось около 10000 в 1673 году, но из-за эпидемий их осталось всего около 1000 к 1700 году и около 700 человек к 1770 году.
Селения индейцев осейджи были вытянуты с востока на запад, при этом дома Детей неба стояли по одну сторону центральной дороги, а дома Детей земли — по другую. Дома осейджи напоминали дома куапо, но иногда имели овальную форму. Осейджи делились на пять групп, каждая из которых имела свою деревню. Летом жители деревень объединялись и уходили в Канзас или Небраску для охоты на бизонов. Они так же уходили далеко на охоту осенью и ранней весной. Поселения индейцев кэддо состояли из фамильных хозяйств, стоящих вдоль рек и такие селения иногда растягивались на несколько километров. В центре поселения находился дом деревенского вождя (кадди) и где-то поблизости был храм. Дома кэддо были большими, в каждом жило по нескольку семей. На территории кэддо находились соляные болота, где индейцы производили соль на продажу. Они отличались хорошими дипломатическими способностями, и впоследствии европейцы часто использовали их как посредников для переговоров.
Индейцы туника и родственные им короа в XVI веке населяли части штатов Теннесси, Миссисипи и восточный Арканзас, но к 1699 году почти все туника (а затем и короа) ушли на территорию современного штата Миссисипи, на реку Язу. Туника отличались от других индейцев тем, что обожествляли огонь и считали солнце сущностью женского рода. Они строили храмы огня, в одном из которых была замечена статуя в виде женщины. Некоторые такие храмы стояли на земляных платформах. Туника строили круглые дома из тростника. Социальная жизнь этих индейцев известна плохо. Известно, что они практиковали многожёнство. Туника занимались охотой, земледелием, торговлей, и часто принимали к себе беженцев из других племён, что помогло им избежать вымирания.

## Испанские и французские исследования

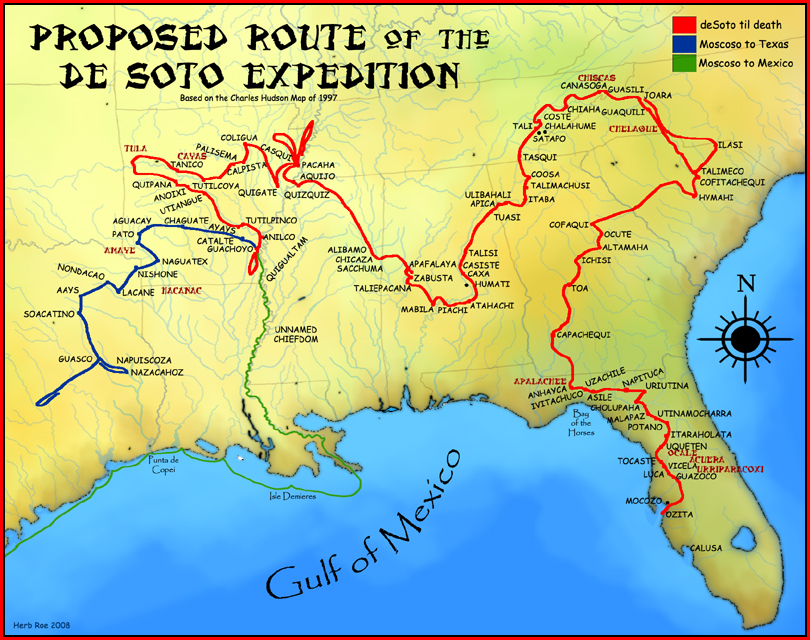
Маршрут экспедиции Де Сото

В XV веке началось изменение климата, известное как Малый ледниковый период, в это время климат стал прохладнее и более влажным. В середине XVI века Юго-восток пережил несколько экстремальных засух, что сильно подорвало индейскую экономику. Наконец, весной 1541 года к реке Миссисипи вышла испанская экспедиция Де Сото. В мае он достиг индейской страны Quizquiz, которую локализуют на восточной стороне реки Миссисипи в районе современного штата Миссисипи. Здесь к ним явился индеец Aquixo с западного берега реки. В июне испанцы переправились через Миссисипи где-то в районе современного Мемфиса. В июне они достигли города, предположительно современного городища Паркин в округе Кросс. Не обнаружив в регионе драгоценных металлов, Де Сото повернул на юг. В сентябре испанцы вышли к месту современного города Расселвилл, где обнаружили хорошо освоенную страну с многочисленными кукурузными полями. Зиму они провели на реке Арканзас в стране Autiamque. Весной они отправились вниз по реке Арканзас до современного округа Арканзас, где Де Сото умер 21 мая.
Оставшиеся от отряда 300 человек ушли на запад в Техас, но не смогли найти дорогу в Мексику. Они вернулись к реке Миссисипи, переплавили оружие на гвозди и построили корабли, на которых в июле 1543 года ушли вниз по Миссисипи. В воспоминаниях участников экспедиции упоминаются города и народы, но их не удалось идентифицировать. Последующие путешественники обнаружили в регионе совершенно иные топонимы, а места, описанные испанцами как густонаселённые, через сто лет были обнаружены необитаемыми. Встреча с европейцами привела к распространению в Америке европейских болезней: оспы, туберкулёза, чумы, тифа, гриппа, жёлтой лихорадки и, вероятно, малярии. Вместе с засухами это привело к большим демографическим потерям.
После испанцев более ста лет европейцы не появлялись в Арканзасе. Следующими исследователями были французы: в 1673 году миссионер Жак Маркетт прошёл через территорию Висконсина, открыл реку Миссисипи и сплавился по ней вниз до селения Акамса. Этим словом иллинойсские индейцы называли индейцев куапо. Впоследствии оно в разных формах (Akansas, Arkansas и тд.) дало название реке Арканзас и штату. Узнав здесь, что Миссисипи действительно впадает в океан, Маркетт повернул обратно. В 1682 году вниз по Миссисипи спустилась экспедиция Рене-Роберта де Ла Саля. 14 марта, находясь в землях индейцев куапо, Ла Саль объявил долину Миссисипи владениями короля Франции и присвоил ей название «Луизиана». Оттуда Ла Саль спустился к Мексиканскому заливу, а затем вернулся по Миссисипи в Канаду.

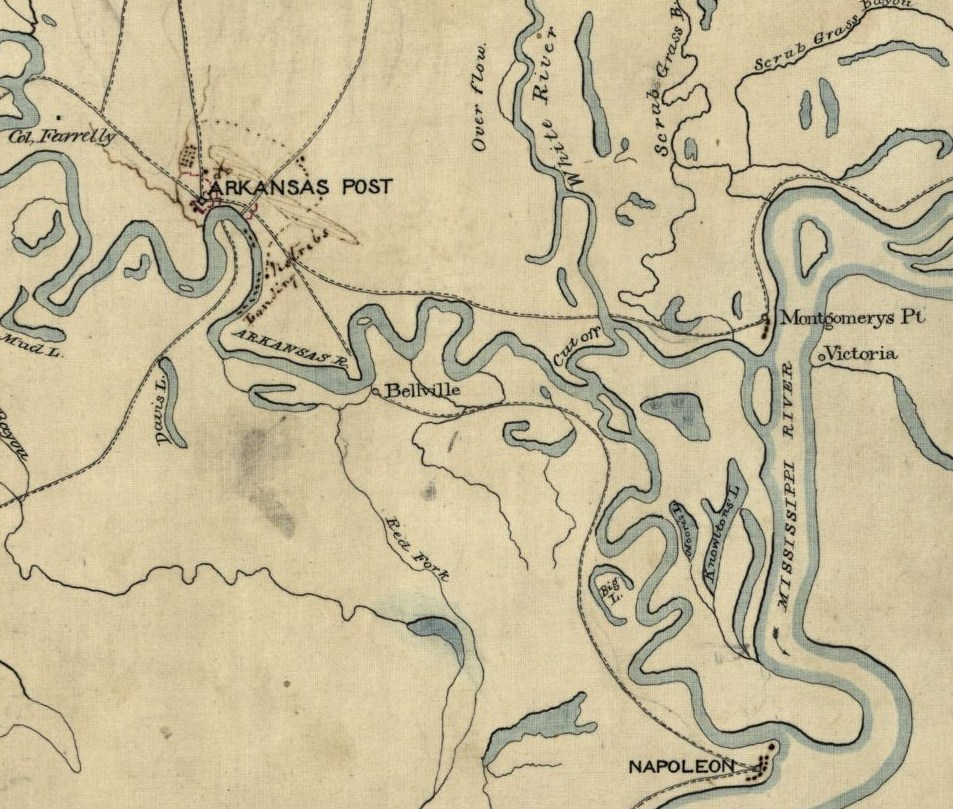
Арканзас-пост на карте 1861 года.

Летом 1686 года французы основали торговый пост Poste aux Arkansas на реке Арканзас, в 20 милях от её слияния с рекой Миссисипи. Он использовался в торговых и военных целях, затем превратился в небольшую деревню и в таком виде просуществовал до 1970-х годов. Пост был основан на высоком месте, которое не заливали наводнения и где были пресная вода и дрова. Его основателем считается Анри де Тонти, один из соратников Ла Саля. Пост был заброшен в 1699 году. В 1720 году банкир Джон Ло, управляющий колонией Луизиана, решил восстановить пост и основать на его месте поселение, но предполагаемые поселенцы так и не добрались до него. В 1731 или 1732 году он был снова восстановлен как военное укрепление. После войны с индейцами чикасо в 1749 году французское правительство перенесло форт на другое место, затем в 1756 году его перенесли ещё раз — ближе к реке, возможно, для лучшего контроля реки в условиях войны с Англией. Привлечь сюда население так и не удалось, и к 1777 году здесь проживали всего 51 человек.
В 1779 году поселение было в последний раз перенесено — на этот раз с низин на высокое место, где условия были гораздо лучше, и Арканзас-Пост начал развиваться: в 1790 году появились одна или две мельницы, в 1802 году появилась лесопилка, а уже после 1803 года появился аппарат для переработки хлопка (коттон-джин). В конце 1790-х население увеличилось до 400 человек (из них 60 были чернокожими рабами), и в 1796 году был образован приход, который просуществовал три года. И всё же Посту не удалось стать крупным сельскохозяйственным центром: в конце XVIII века расквартированные здесь испанские военные обычно снабжались зерном из Иллинойса или Огайо.
Жители Поста создали свой собственный архитектурный стиль, напоминающий креольскую культуру Луизианы: они строили каменные дома на высоком фундаменте с двускатной крышей и галереей по всему периметру. Такой дом обычно имел две комнаты и был невелик, около 400 квадратных футов. Крупнейший известный имеет площадь 1000 квадратных футов (около 93 квадратных метров). Такие дома имели ограду для защиты от животных и людей.

## В границах США
В 1800 году Испания передала Луизиану Франции, которая приняла провинцию в управление только в 1803 году. Но французское присутствие длилось всего 20 дней: Луизиана была продана Соединённым Штатам, и уже 20 декабря 1803 года те приняли её в управление. Только в марте 1804 года лейтенант Джеймс Мэни прибыл в Арканзас-Пост, где встретил капитана Касо-и-Луэнго с отрядом из трёх солдат. Форт у поста к тому времени был полуразрушен. Мэни принял командование постом, стал его комендантом, и первое время оставался единственным представителем американской власти в Арканзасе. Вскоре Конгресс США постановил применить к Луизиане принципы Земельного ордонанса 1785 года и Ордонанса 1787 года, затем в 1804 году из Луизианы была выделена Орлеанская территория (в границах современного штата Луизиана). В 1805 году на территории Арканзаса был образован Нью-Мадридский дистрикт, но уже а в 1806 году был образован Дистикт Арканзас. В 1812 году Орлеанская территория превратилась в штат Луизиана, а Арканзас оказался частью Территории Миссури. В декабре 1813 года легислатура территории Миссури учредила Округ Арканзас, в который вошла практически вся территория современного штата Арканзас. В 1819 году США заключили с Испанией Договор Адамса — Ониса, который согласовал американско-испанскую границу, и при этом часть территории Арканзаса, южнее Ред-Ривер, отошла к Испании.
Весной 1804 года президент Джефферсон отправил экспедицию Льюиса и Кларка для исследования севера присоединённой Луизианы, и хотел отправить ещё одну для исследования южной части, но Конгресс не выделил денег на это мероприятие. Тогда была организована небольшая экспедиция вверх по реке Уошито, известная как Экспедиция Данбара и Хантера. Она началась 16 октября 1804 года примерно от Натчеза, поднялась по реке Уошито до горячих источников и вернулась назад, после чего был составлен отчёт, который издавался в Европе и Америке.

### Нью-мадридские землетрясения
16 декабря 1811 год произошло одно из крупнейших землетрясений в истории, эпицентр которого находился в северо-восточном Арканзасе, но которое получило название Нью-Мадридского — по селению Нью-Мадрид в юго-восточном Миссури. Через пять часов после первого удара последовало второй, более мощный. Ещё два сильных удара случились 23 января и 7 февраля 18122 года. Было зафиксировано ещё 1874 удара меньшей мощности. Миссури и Арканзас пострадали больше всего. Исчезло несколько озёр и появилось несколько новых. На месте лесов и пастбищ появились болота. На реке Миссисипи исчезло несколько островов, а русло реки местами изменилось. Образование болотистых низин затормозило заселение северо-восточного Арканзаса почти на сто лет. Так как в ряде мест земельные участки лишились своих границ или были испорчены, то федеральное правительство издало Нью-мадридский закон, позволяющий пострадавшим приобретать землю в других частях Арканзаса. Это стимулировало миграцию, так что с 1810 по 1820 год население Арканзаса выросло с 1062 до 14 273 человек.

### Миссурийский компромисс
13 февраля 1819 года Конгресс США начал рассматривать закон о предоставлении Миссури статуса штата. Представитель от Нью-Йорка предложил принять Миссури в Союз при условии запрета рабства на его территории. 15 февраля Палата представителей приняла предложение и отправила закон в сенат, а 16 февраля начал рассматриваться вопрос о формировании Территории Арканзас. Конгрессмен Джон Тейлор предложил запретить ввоз рабов в Арканзас и освободить всех чернокожих старше 25-ти лет; но на этот раз возникли возражения, и 18 февраля Палата отклонила первое из двух предложений. Второе было отклонено при третьем чтении решением спикера сената, Генри Клея. Тогда Тейлор предложил запретить рабство на всех территориях к северу от 36-й параллели. Это предложение не прошло, но оно трансформировалось в Миссурийский компромисс, запретивший рабство к северу от 36-й параллели, но сделавший исключение для Миссури. Решение Клея дало возможность плантационному рабству распространяться в юго-западных штатах, что повлияло на дальнейшее демографическое развитие Арканзаса.
Когда Миссури стал штатом, его южную границу провели по линии 36° 30", но так как некоторые жители Арканзаса пожелали оказаться в составе Миссури, то участок между реками Сент-Фрэнсис и Миссисипи был приписан к Миссури. Так образовался участок, известный как «Миссурийский каблук».

### Территория Арканзас

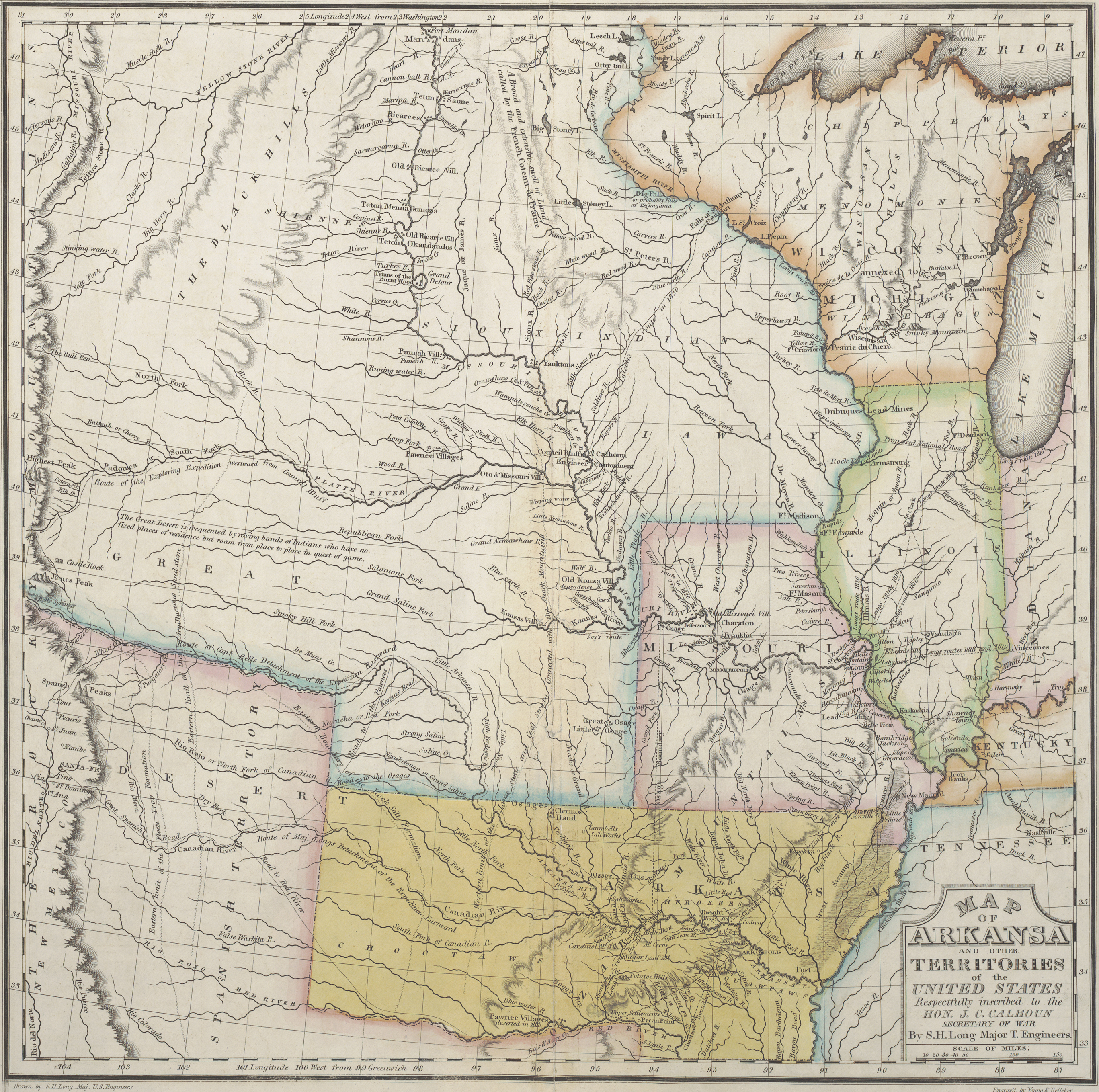
Территория Арканзас в 1822 году.

2 марта 1819 года президент Джеймс Монро подписал указ об учреждении Территории Арканзас; через день он назначил бригадного генерала Джеймса Миллера территориальным губернатором, а Роберта Криттендена из Кентукки — территориальным секретарём. Криттенден исполнял обязанности губернатора до приезда Миллера и фактически сам назначил всех должностных лиц. 28 июля он назначил первых трёх судей, которые стали первым законодательным органом в Арканзасе. Но уже 3 августа они покинули Арканзас и фактически бросили свою должность. По инициативе Криттендена в конце года был избран Совет из пяти членов, хотя Арканзас не имел на это права, и губернатор Миллер, который приехал 26 декабря, объявил его незаконным. Это привело к трениям между сторонниками Миллера и сторонниками Криттендена, которые затянулись до конца 1820 года. В 1820 году возник ещё один конфликт в связи с переносом столицы Территории в Литл-Рок. Криттенден переехал в новый город, но Миллер отказался это сделать. Так сформировались две враждующие партии: сторонники Криттендена потом влились в партию вигов, а сторонники Миллера — в Демократическую партию.
20 ноября 1819 года был выпущен первый номер газеты Arkansas Gazette, и в тот же день прошли первые выборы в истории Арканзаса: выбирали представителя в Конгресс, делегатов в Совет штата и в палату представителей. Представителем Арканзаса в Конгрессе США стал Джеймс Бэйтс. В выборах участвовал вирджинец Стивен Остин, который слишком поздно выдвинул свою кандидатуру, поэтому не был выбран, в результате чего переехал в Техас и основал там американскую колонию. Впоследствии его именем был назван арканзасский город Остин.
В 1824 году Миллер покинул Арканзас, и президент Монро под самый конец своего собственного президентского срока назначил нового губернатора, южнокаролинца Джорджа Изарда. 3 марта 1825 года Конгресс утвердил назначение, а новый президент, Джон Куинси Адамс, ещё раз подтвердил его. Изард сам взялся за управление территорией, пресекая всякие попытки Криттендена вмешиваться в процесс. Он умер в ноябре 1828 года — во время президентства Эндрю Джексона, который назначил его преемником вирджинца Джона Поупа. Тот сразу оказался в конфликте с местными демократами и Уильямом Фултоном, а затем разошёлся во взглядах с Джексоном в вопросе банковской политики и был смещён в 1835 году. Его место занял секретарь территории, Фултон.
В 1820-х годах в Арканзасе было налажено производство охотничьих ножей, самым известным изготовителем которых стал Джеймс Блэк из арканзасского Вашингтона. Считается, что именно его ножом в 1827 году Джим Боуи убил на дуэли человека, из-за чего этот тип ножа стал известен как «Нож Боуи». Ножи Блэка стали часто копировать, из-за чего они также назывались «арканзасский нож» или «арканзасская зубочистка». Это навредило репутации штата, который стал ассоциироваться с ножами и поножовщинами и стал неофициально называться «Штат зубочистки» (toothpick state).

### Переселение индейцев
После покупки Луизианы у американцев не было единого мнения относительно индейцев. Джефферсон надеялся переселить на запад восточных индейцев, а белые переселенцы на западе препятствовали этим планам. Под давлением переселенцев индейцы осейджи первые уступили свои земли в Миссури и Арканзасе по договору в форте Кларк 1808 года. 24 августа 1824 года был заключён договор с индейцами куапо, по которому они уступили 30 миллионов акров земли, но сохранили за собой 2 миллиона акров и стали получать ежегодные денежные выплаты. В то же время шли ожесточённые межплеменные войны между осейджами и чероки. Для наведения порядка в 1817 году в Арканзасе был построен форт Смит (на месте современного города Форт-Смит). Но войны на прекращались, поэтому в 1825 году индейцев осейджи заставили уступить остатки своей земли в Арканзасе и уйти в Оклахому.
Индейцы чероки, переехавшие в 1817 году в Арканзас (треть от всех чероки), стали известны как западные чероки. В 1828 году они были перемещены в Оклахому, а в 1829 году была установлена восточная граница их земель, которая стала западной границей Арканзаса. Роберт Криттенден, секретарь территории Арканзас, был недоволен политикой переселения восточных индейцев на запад и также надеялся избавиться и от индейцев куапо. Он начал кампанию по дискредитации куапо и стал добиваться их выселения в земли кэддо, и в итоге 15 ноября 1824 года куапо согласились на переселение. В 1826 году они переехали к реке Ред-Ривер, но не смогли наладить там сельское хозяйство и вернулись в Арканзас, где расселились по необитаемым и труднопроходимым территориям. В 1829 году сменился губернатор, и одновременно сами арканзасцы стали терпимее к индейцам. В 1830 году вождь куапо Гекатон поехал в Вашингтон и договорился, что куапо останутся в Арканзасе, станут гражданами штата и смогут учиться в кентуккийской академии Чокто. Но проблемы куапо на этом не кончились, поэтому 13 марта 1833 года они согласились покинуть Арканзас: часть переехала в Техас, часть на Ред-Ривер, а часть переселилась к чокто в Оклахому.

### Транспортная революция
Историк Чарльз Болтон писал, что первый пароход (Comet) прибыл в Литл-Рок 31 марта 1820 года. По версии авторов «Истории Арканзаса» 2002 года, первый пароход Eagle достиг Литл-Рока в марте 1822 года. Уже через месяц прибыл второй пароход, Robert Thompson. В то время примерно 17 дней уходило на путешествие из Нового Орлеана в Литл-Рок. В середине 1830-х по реке Арканзас ходил 200-тонный пароход Arkansas и ему подобные, и они к 1836 году уже проходили путь из Нового Орлеана до Литл-Рока и обратно за 16 дней. Навигации по реке Ред-Ривер долго мешали завалы из брёвен, известные как Ред-риверский затор, но с 1833 по 1838 год они были расчищена по инициативе Генри Шрива, что сделало возможным навигацию, а заодно привело к понижению уровня реки и осушению земель.
Плавание по рекам Арканзаса было всегда опасным занятием, и среднестатистический пароход жил приблизительно 5 лет. Тем не менее, пароходы оказали большое влияние на экономику штата, главным образом на развитие хлопководства.

### Принятие Арканзаса в Союз

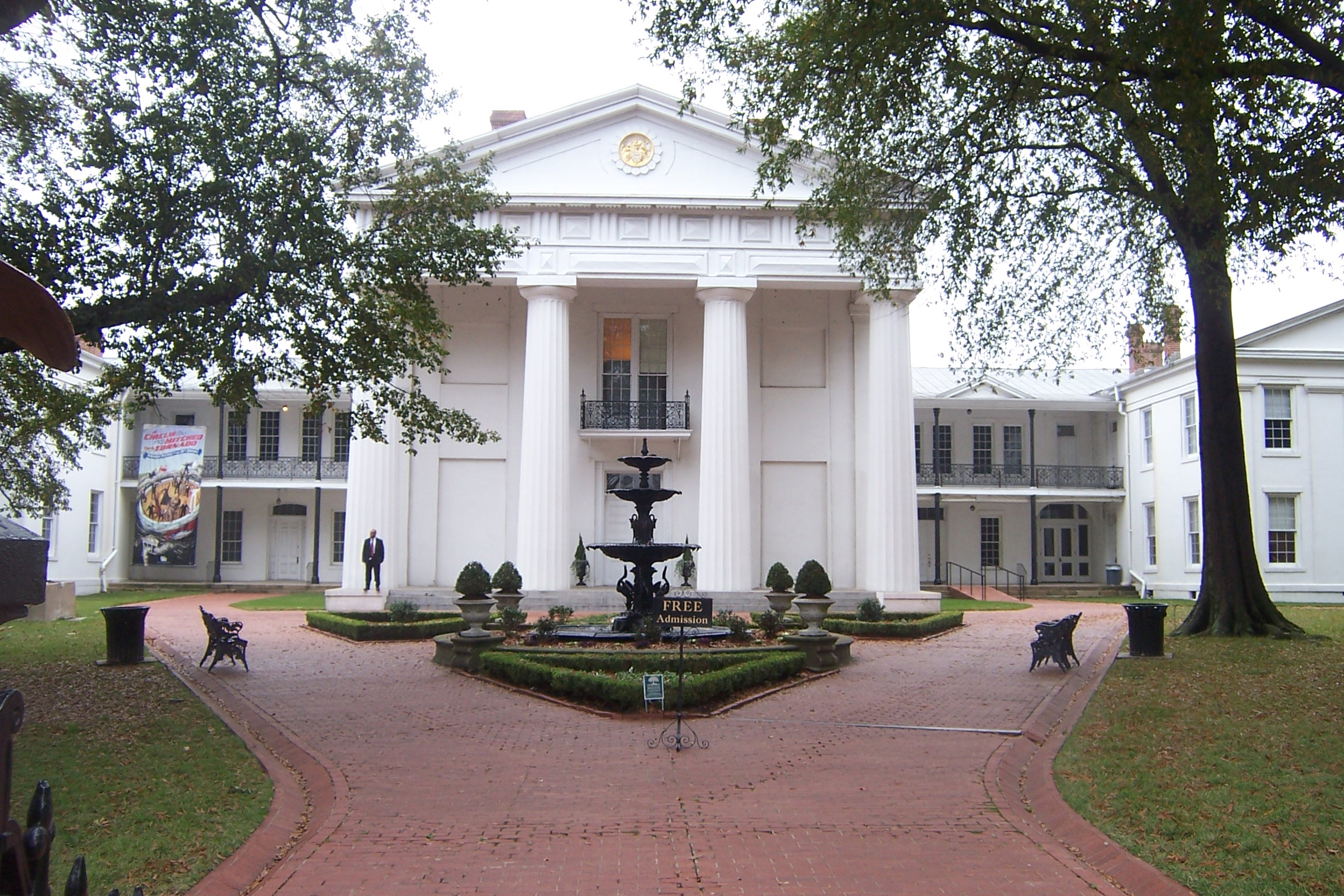
Первый капитолий Арканзаса, который строился с 1833 по 1842 год.

Вопрос обретения независимости встал в начале 1830-х годов, но политики Арканзаса разошлись во мнениях. Одни утверждали, что Арканзас уже достиг необходимой численности населения и пора покончить с «территориальным вассалитетом». По их мнению, статус штата должен был обеспечить приток населения и экономическое развитие. Кроме того, это могло помочь протестовать против переселения в Арканзас индейцев чикасо. Противники нового статуса замечали, что в территориальный период администрацию оплачивает федеральный центр, а в независимом штате придётся вводить налоги на содержание правительства. Политики Арканзаса поддерживали президента Эндрю Джексона и полагали, что в статусе штата смогут помочь ему в борьбе с вигами. Кроме того, стало известно, что свободный штат Мичиган готовиться войти в Союз, и для сохранения баланса сил в Союз должен вступить рабовладельческий штат. 17 декабря 1834 года спикер территориальной палаты представителей Эмброуз Севир предложил Конгрессу США рассмотреть вопрос о присоединении Арканзаса.
Настроения в Арканзасе стали склоняться в пользу присоединения, но виги в Конгрессе выступили против предложения, стараясь оттянуть принятие Арканзаса и Мичигана, чтобы они не повлияли на исход выборов 1836 года. От обоих штатов потребовали провести уточняющую перепись населения. Мичиган, не получив санкции на создание конституции, начал создавать её по личной инициативе, и тогда Арканзас последовал его примеру. Губернатор Уильям Фултон сначала был против такой тактики, но уступил, когда узнал, что президент Джексон поддерживает эту идею. Перепись населения 1835 года выявила, что в Арканзасе проживает 52 240 человек, что было больше официального минимума, необходимого для статуса штата. Тогда легислатура предложила созвать конституционный конвент.
Конвент собрался в Литл-Рок в январе 1836 года. Делегатам надо было спешить, чтобы передать конституцию в Конгресс одновременно с Мичиганом, но всё равно у них начались разногласия по вопросу представительства: жители южных регионов старались различными мерами добиться большинства в легислатуре нового штата. Несмотря на это, Первая конституция Арканзаса получилась довольно демократической: она давала право голоса всем белым мужчинам без имущественного ценза. Налог на голосование был запрещён. Губернатор и все чиновники избирались общим голосованием. Губернатор избирался на 4 года не более двух раз за 12 лет. 30 января 1836 года конституция была завершена и затем передана в Конгресс.
Виги в Конгрессе снова пытались оттянуть признание обоих штатов, но после бурных обсуждений Демократическая партия победила, и билли о Мичигане и Арканзасе прошли 13 июня. Через два дня, 15 июня, Эндрю Джексон подписал приказ о присоединении Арканзаса 25-м штатом Союза. В августе прошли первые выборы: Джеймс Конуэй был избран губернатором, Эмброуз Севир и Уильям Фултон стали первыми сенаторами от Арканзаса. Единственным членом Палаты представителей от Арканзаса стал Арчибальд Йелл. Большинство политиков нового штата имели родственные связи и составляли группировку, известную как «Семья». Они поддерживали демократов и президента Джексона. Оппозиция в основном влилась в партию вигов, но они оставались меньшинством в политике штата.

## Формирование штата

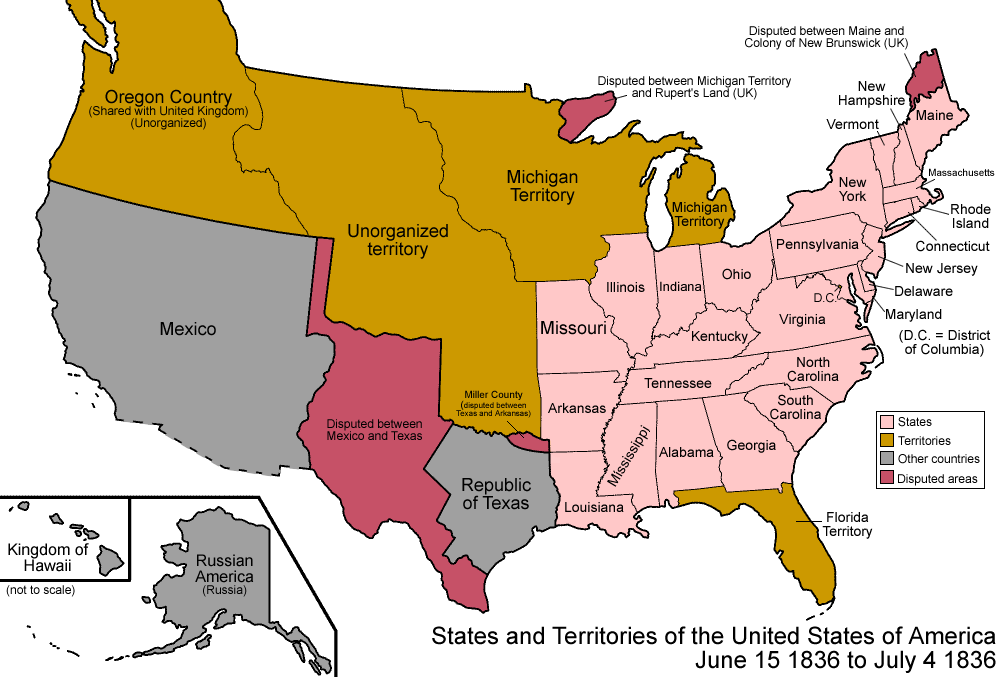
США после принятия Арканзаса.

В сентябре 1836 года легислатура штата собралась на первую сессию. Опасения противников присоединения к Союзу оправдались: налоги в Арканзасе были низкими, правительству было нечего продать и не на что выдавать лицензии, поэтому денег хватало только на самое необходимое. Так как в Арканзасе не было банков, то правительство штата хранило свои деньги в соседних штатах. Чтобы решить эту проблему, в декабре 1838 года были основаны Арканзасский банк и Реал-Эстейт-банк. Но они плохо управлялись, страдали от коррупции, и были открыты через год после начала Банковского кризиса 1837 года, от которого сначала пострадала экономика восточных штатов, а затем и западных: в 1841 году закрылся Реал-Эстейт-банк, а в 1843 году прекратил работу и Арканзасский банк. Штат оказался в долгах на три миллиона долларов, финансы пришли в расстройство, вера в банки пошатнулась, а репутация сенатора Севира сильно пострадала.
В 1842 году 9 штатов (Миссисипи, Арканзас, Индиана, Иллинойс, Мэриленд, Мичиган, Пенсильвания, Луизиана и территория Флорида) отказались от части своих обязательств, а четыре штата полностью отказались от выплаты долгов: Флорида, Арканзас, Мичиган и Миссисипи.
В порыве эмоций в 1844 году легислатура штата приняла поправку к конституции, запрещающей учреждение в штате государственных банков.
С 1830 по 1840 год население Арканзаса увеличилось втрое и достигло 97 574 человек, но Арканзас оставался окраинным штатом с плотностью населения в два человека на квадратную милю. По населённости он был в 6 раз меньше Алабамы и в 4 раза меньше соседних штатов Миссисипи и Луизиана. Почти всё население было фермерами, но только треть из них владело землёй на законных основаниях. Люди жили в основном в бревенчатых однокомнатных постройках, женщин было всего 25 % от населения (одна женщина вспоминала, что 4 года подряд не встречала другой женщины), но уровень рождаемости в Арканзасе был самым высоким по стране. Религиозная жизнь понемногу принимала организованные формы, но система образования почти отсутствовала из-за отсутствия финансирования. К 1850 году в Арканзасе было всего 353 школы, в то же время Мичиган при том же населении имел 2714 школ. На весь Арканзас была всего одна библиотека на 250 книг.
Условия жизни в Арканзасе дополнительно осложнялись отсутствием хороших дорог. В 1827 году федеральные власти построили дорогу из Мемфиса в Литл-Рок, и затем ещё одну из Миссури через Литл-Рок до Филтона на Ред-Ривер. Ещё несколько дорог было начало в территориальный период, но их забросили после 1836 года из-за нехватки денег. Существовали рейсовые кареты из Литл-Рока до Хот-Спрингс (54 мили за 20 часов) и из Литл-Рока в Вашингтон (100 миль за 50 часов).

### Мексиканская война
В 1835 году Дэви Крокетт посещал Литл-Рок проездом в Техас и несколько арканзасцев последовали за ним. Известно, что два арканзасца погибли с Кроккетом в бою за миссию Аламо в 1836 году. Во время президентских выборов 1844 года арканзасцы голосовали за Джеймса Полка, сторонника присоединения Техаса. В том же году в сенат от Арканзаса прошёл Честер Эшли, горячий сторонник присоединения. В 1845 году Техас был принят в Союз, а весной 1846 года началась Мексиканская война. Правительство запросило у Арканзаса кавалерийский полк и пехотный батальон. Командиром полка стал бывший губернатор Арчибальд Йелл. Он был отправлен в Сан-Антонио и принял участие в экспедиции генерала Вула.
В начале 1847 года отряд Вул присоединился к армии генерала Тейлора. Когда мексиканская армия начала наступление на север, арканзасский полк прикрывал отступление Тейлора к Буэна-Висте. 23 февраля началось Сражение при Буэна-Виста: мексиканцы атаковали левый фланг армии, где находился арканзасский полк. Арканзасцы отступили, при этом полковник Йелл погиб при неясных обстоятельствах. Отступление полка впоследствии породило много споров и взаимных обвинений и привело к дуэли капитана Пайка с подполковником Роаном.
В 1848 году война завершилась, и президент Полк отправил арканзасского сенатора Эмброуза Севира в Мексику для заключения мирного договора.
В том же 1848 году началась Калифорнийская золотая лихорадка. Многие арканзасцы отправились в Калифорнию, а форт Смит стал популярным перевалочным пунктом для золотоискателей. Это привело к стремительному росту населения в Форт-Смите, Ван-Бьюрене и Литл-Роке. Многие арканзасцы зарабатывали большие деньги на обслуживании золотоискателей. Владелец фургона мог заработал 300—400 долларов в месяц. Бекон стоил 4-5 центов за фунт в Арканзасе и $1,25 на приисках. Цены на муку различались в 10 раз. Поток мигрантов привёл к трениям с мормонами в штате Юта, следствием чего стало нападение на арканзасский переселенцев в 1857 году, известное как Резня в Маунтин-Медоуз. В итоге Арканзас не стал основным перевалочным пунктом для освоения запада, как надеялись его политики, но Мексиканская война и золотая лихорадка сильно изменили ход истории штата.

### Предвоенный период

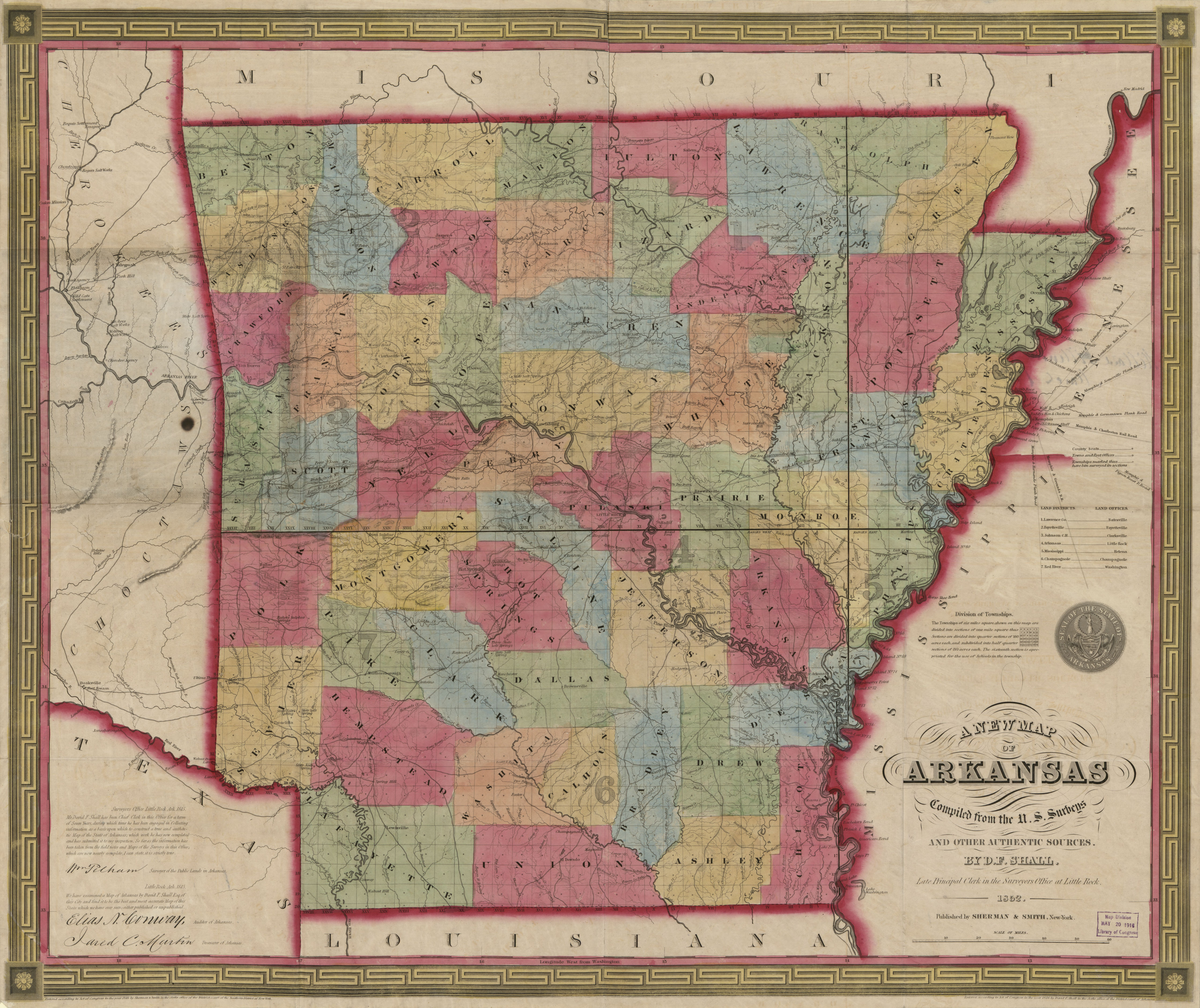
Карта Арканзаса 1852 года.

В 1840-е года в Арканзасе росло производства хлопка, и если в 1840 году производилось всего 6 миллионов фунтов хлопка, гораздо меньше, чем Луизиана (152 миллиона), то к 1850 году объём производства вырос до 26 миллионов. Одновременно росло количество рабов, так что к 1860 году в штате проживало уже 111 000 рабов и более 11 000 рабовладельцев. Из них только 1 363 человек (12 %) владели 20 и более рабами и считались плантаторами в полном смысле слова, 4 312 человек (37 %) имели 15-20 рабов, а 5 806 человек (51 %) — не более 4 рабов. Эта привилегированная группа владела основным объёмом собственности: 10 % самых крупных налогоплательщиков владели 70-ю процентами всей облагаемой налогами собственности в штате. В 1860 году чернокожие рабы составляли уже 25,5 % населения штата. Они в основном концентрировались на равнинах востока и юго-востока. Спрос на рабов рос, а цены на них в Арканзасе стали одними из самых высоких на всём Юге.
Во время и после Мексиканской войны политическая элита штата понесла много потерь: Арчибальд Йелл погиб на войне, сенатор Честер Эшли умер от лихорадки в 1848 году, сенатор Эмброуз Севир так же заболел и умер в том же году, губернатор Дрю подал в отставку в 1849 году, и в том же году умер судья Бенджамин Джонсон, один из основателей политической «семьи» штата. Наконец, Джеймс Конвей, первый губернатор, умер в 1855. Так из жизни ушло почти всё первое поколение арканзасских политиков. Вперёд вышло второе поколение политической элиты, лидером которого стал Роберт Уорд Джонсон.

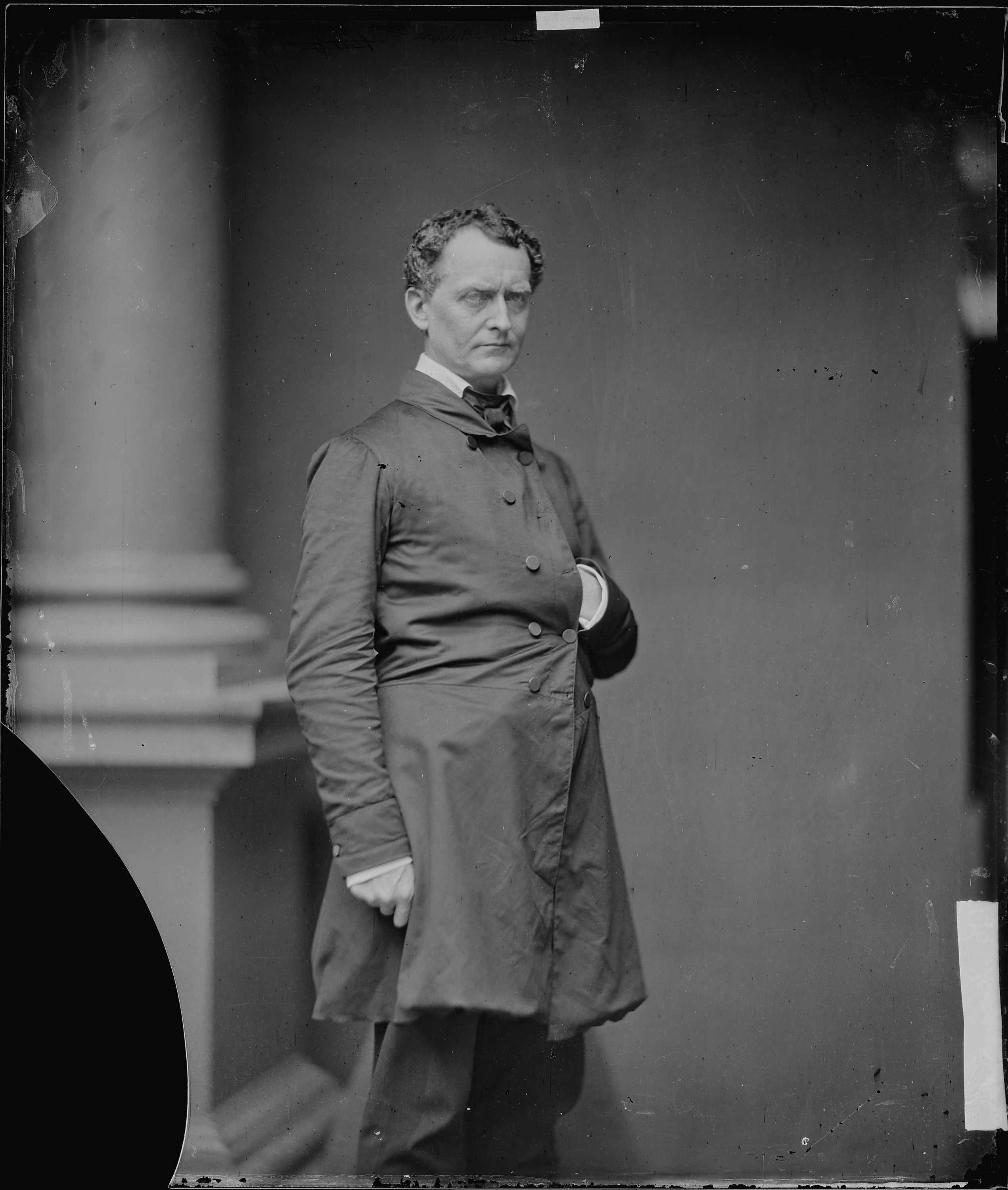
Джонсон в 1860-е годы.

Джонсон попал в Конгресс в 1846 году и сразу стал поддерживать Джона Кэлхуна в его борьбе за права штатов. В 1849 году Калифорния подала запрос на вступление в Союз, что нарушало баланс свободных и рабовладельческих штатов. В 1950 году Генри Клей предложил принять Калифорнию в обмен на принятие закона о беглых рабах. Джонсон сразу же опубликовал «Обращение к народу Арканзаса», в котором ставил под вопрос необходимость существования Союза. Его идейными сторонниками были как губернатор Джон Роан, так и сенаторы Уильям Себастьян и Солон Борланд. Но они плохо понимали настроения арканзасцев, которые в целом были за права штатов, но не против Союза. Борланд вернулся в Арканзас летом 1950-го, оценил настроения и сразу смягчил риторику. В сентябре предложения Клея были приняты Конгрессом и стали известны как Компромисс 1850 года. Джонсон проголосовал только за закон о беглых рабах. Губернатор тоже был против компромисса, но общество его не поддержало. Арканзас был штатом всего 14 лет и ещё сильно зависел от федеральной помощи. Раздражённый нападками прессы, Джонсон отказался переизбираться в Конгресс, но партия всё же выдвинула его кандидатуру, и он был переизбран, хотя и стал выражаться гораздо сдержаннее.
На президентских выборах 1852 года Арканзас поддержал кандидатуру Франклина Пирса, а на губернаторских выборах того же года победил Элиас Конвей. Когда в 1853 году Борланд покинул сенат США, Конвей назначил на его место Джонсона. В 1854 году Джонсон был избран на полный срок. После 1852 года партия вигов быстро утратила влияние, а две новые партии имели мало сторонников в Арканзасе. Республиканская партия выступала против распространения рабства на новые территории, поэтому была непопулярна на Юге, а партия нативистов боролась против иммигрантов и католиков, а в Арканзасе не было ни тех, ни других. К ним присоединились, однако, те, кто был недоволен политикой арканзасской «Семьи».
К середине 1850-х у «Семьи» не осталось конкурентов, но опасный соперник появился внутри самой демократической партии. Это был Томас Хайндман, миссисипский юрист и талантливый политик, который переехал в Арканзас в 1854 году. Он сразу начал агитировать против партии нативистов, что помогло Конвею в 1856 году переизбраться губернатором. На президентских выборах в том же году Арканзас поддержал демократа Джеймса Бьюкенена. За такие успехи «Семья» помогла ему в 1858 году победить на выборах в Конгресс от Арканзасского северного округа. В том же году завершился сенатский срок Уильяма Себастиана, и Хайндман стал бороться за место в сенате. «Семья» не поддержала его, поэтому он начал против неё открытую борьбу. Вокруг него собрались члены демократической партии, недовольные доминированием Семьи, и когда в 1860 году собрался конвент демократической партии, Хайндман уже стал опасным соперником для элиты. «Семья» продвигала в сенаторы Ричарда Джонсона, младшего брата Роберта Джонсона. Хайндман добился того, что Джонсон не получил двух третей голосов, но Семья провела его в сенат простым большинством.
В 1860 году собрался национальный конвент демократической партии в Чарлстоне. Делегаты от севера и делегаты от юга не достигли взаимопонимания, поэтому южане покинули конвент (в их числе 6 из 8-ми делегатов от Арканзаса). Конвент снова собрался в Балтиморе, и южане снова ушли с конвента, после чего собрались на свой собственный конвент и выдвинули кандидатом Джона Брэкинриджа. В это же самое время в Арканзасе прошли губернаторские выборы. Конвей надеялся провести в губернаторы Ричарда Джонсона, но в выборы включился Генри Ректор, который тоже был членом «Семьи», но находился с ней в конфликте. Выборы прошли 6 августа, Ректор победил, Хайндман был переизбран в Конгресс, а его друг Эдвард Гантт стал конгрессменом от южного округа. Историки приписывают победу оппозиции политическим талантам Хайндмана.
На президентских выборах 1860 года Арканзас поддержал Белла и Брекинриджа, причём последний добился поддержки и «Семьи» и фракции Хайндмана. Брэкинридж получил 28 783 голосов(53 %), Белл 20 094 голоса (37 %), а Дуглас, против которого были и «Семья», и Хайндман, получил 5 227 голосов (9 %). На национальном уровне на выборах победил Авраам Линкольн. В Арканзасе к этому отнеслись в целом равнодушно. Губернатор Ректор на своей инаугурации 15 ноября призвал избегать необдуманных решений. Арканзасские конгрессмены призывали к немедленной сецессии. 20 декабря о сецессии объявила Южная Каролина. Уже на следующий день конгрессмены Джонсон и Хайндман призвали созвать конвент для решения вопроса о сецессии. 22 декабря палата представителей Арканзаса поддержала это предложение, но сенат дал согласие только 15 января, и назначил выборы делегатов на 18 февраля. За январь ещё шесть штатов покинули Союз, в том числе соседние Луизиана, Миссисипи и Техас. От губернатора стали требовать разоружения федерального гарнизона в Арсенале Литл-Рока. 6 февраля губернатор встретился с командиром гарнизона, Джеймсом Тоттеном, и договорился о мирной капитуляции. 18 февраля в алабамском Монтгомери был избран первый президент Конфедерации, а в Арканзасе в тот же день прошёл референдум. Большинство (27 412 против 15 826) высказалось за созыв конвента, на выбранные на конвент делегаты были в массе настроены против сецессии.
77 делегатов конвента собрались 4 марта (в день инаугурации Линкольна), и юнионисты оказались в большинстве. Они отказались издавать ордорнанс о сецессии, и даже не хотели давать согласие на референдум по этому вопросу, но в итоге они уступили и референдум был назначен на август. Между тем, 12 апреля начались бои за форт Самтер, 14 апреля форт капитулировал, а 15 апреля Линкольн призвал набрать 75 000 добровольцев для ведения войны, в том числе потребовал 780 человек от Арканзаса. Губернатор Ректор ответил, что «жители этого штата — свободные люди, а не рабы, и они будут до последнего защищать свою честь, жизнь и имущество от лжи и агрессии Севера». Эти события сразу изменили общественное настроение в Арканзасе. 6 мая снова собрался конвент, и теперь только 5 из 70-ти делегатов выступали за сохранение Союза. В 16:00 в тот же день Арканзас официально вышел из состава Союза.

## Гражданская война

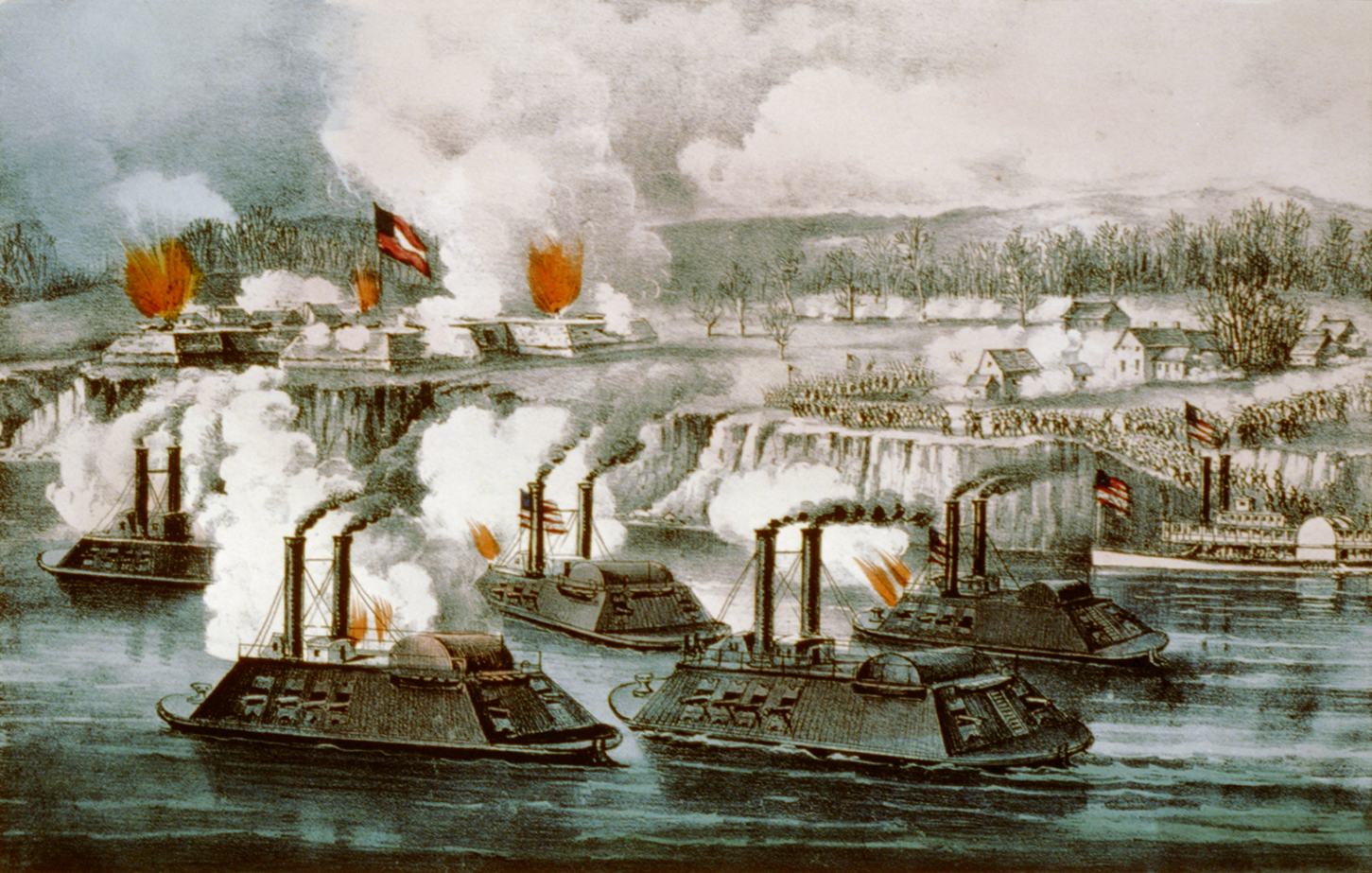
Бомбардировка форта Хайндман федеральным флотом

Арканзасский конвент работал до 3 июня, за это время приняв новую конституцию и сократив губернаторский срок до двух лет. В это время арканзасцы с энтузиазмом записывались в армию, и в число добровольцев попал даже английский иммигрант и будущий исследователь Африки Генри Мортон Стэнли. Первые сформированные арканзасские полки были сразу переброшены на Восток: 1-й Арканзасский полк полковника Джеймса Фэйгана участвовал в Первом сражении при Булл-Ран, хотя и не был задействован в боевых действиях. Часть арканзасцев присоединилась к отряду генерала Маккулоха, который был набран в основном из техасцев и луизианцев. Маккулоху была доверена оборона Арканзаса и Индейской территории, но в августе 1861 года он решил направить свой отряд в Миссури на усиление отряда Стерлинга Прайса, отступавшего под давлением федеральной армии Лайона. 10 августа отряды Прайса и Маккулоха встретились с Лайоном и произошло Сражение при Уилсонс-Крик, в котором Лайон был разбит. В том же году правительство Конфедерации направило на запад Эрла ван Дорна и поручило ему возглавить все войска за Миссисипи (так он стал первым командиром Трансмиссисипского департамента).
В январе 1862 года федеральная армия Сэмюэля Кёртиса перешла в контрнаступление в Миссури, отбросила южан к границам Арканзаса, и произошло сражение при Потс-Хилл, которое считается первым сражением войны на территории Арканзаса. Ван Дорн выступил против Кёртиса, атаковал его на оборонительной позиции на Литл-Шугар-Крик; затем произошло Сражение при Пи-Ридже, в котором погиб Маккулох, а южане потерпели тяжёлое поражение, от которого уже не смогли оправиться. Кёртис двинулся на юг, ненадолго занял Литл-Рок и захватил город Хелена, который стал важной базой федерального речного флота. В Арканзасе в конце того года прошли губернаторские выборы, на которых победил Харрис Флэнэгэн, командир 2-го Арканзасского конного полка. Вначале декабря генерал Хайндман атаковал федеральный отряд, но в ходе сражения при Прери-Гров понёс большие потери и был вынужден отступить.
В 1863 году федеральной армии удалось переломить ситуацию в Арканзасе. В январе армия Макклернанда поднялась по реке на транспортах и при поддержке флота атаковала форт Хайндман, построенный в 1862 году около местечка Арканзас-Пост. Атака происходила как с суши, так и со стороны реки, в результате 11 января форт капитулировал. Около 5000 южан попало в плен. Южане ещё надеялись перехватить инициативу: в апреле отряд Кейбла атаковал Файетвилл, а отряд Мармадюка попытался вторгнуться в Миссури, но обе попытки закончились неудачей. Тогда генерал Холмс решил атаковать Хелену, надеясь отвлечь северян от осады Виксберга. 4 июля он атаковал укрепления Хелены тремя колоннами, но все атаки были отбиты. В тот же день пал Виксберг, и Арканзас оказался отрезан но остальных штатов к востоку от Миссисипи. В начале августа федеральный генерал Стил выступил из Хелены и 10 сентября, после серии боёв, занял Литл-Рок. 25 октября Мармадюк напал на Пайн-Блафф, но и его атака была отбита. К концу года южане удерживали лишь юго-западный угол штата
1864 год неожиданно стал годом успеха южан, во время которого федералы едва не лишились Арканзаса. В марте северяне начали кампанию Ред-Ривер, предполагавшую наступление двух армий вверх по реке Ред-Ривер. Арканзасская часть этой кампании стала известна как Кэмденская экспедиция. Стил вышел из Литл-Рока, двинулся на Шривпорт, но был вынужден отступить к Камдену. 18 апреля южане разгромили обоз противника в сражении при Пойзон-Спрингс, а через несколько дней уничтожили федеральный отряд при Маркс-Милл. Стил был вынужден отступать к Литл-Року. Провал экспедиции дал южанам шанс ещё раз атаковать Миссури. Генерал Прайс начал так называемый Рейд Прайса: 19 сентября он перешёл границу Миссури и двинулся на Сент-Луис, но 23 сентября он был разбит в сражении при Вестпорте. К началу 1865 года обе враждующие армии в Арканзасе перешли к обороне. В апреле 1865 года армии Ли и Джонсона сдались на Востоке, а 2 июня сдалась армия Трансмиссисипского департамента, но в этому времени конфедеративное правительство Арканзаса уже перестало существовать.

## Послевоенный период

### Реконструкция в Арканзасе
Правила приёма южных штатов обратно в состав Союза были объявлены Линкольном в ежегодном обращении к Конгрессу в декабре 1863 года. Линкольн обещал амнистию всем, кто принесёт клятву верности Конституции и обязуется выполнять все постановления Конгресса. Когда количество таких людей достигнет 10 % от населения штата, они могут формировать правительство, которое Линкольн обещал признать. Эти правила стали известны как Президентская реконструкция. В Арканзасе требуемые 10 % давших клятву (5400 человек) появились уже в январе 1864 года. В том же январе была создана новая конституция Арканзаса, во многом напоминавшая конституцию 1836 года, которая в марте была одобрена референдумом. Новым губернатором штата был выбран Исаак Мёрфи, некогда упорный противник сецессии. Элиша Бакстер и Уильям Фишбек были выбраны в сенат США, однако Конгресс, недовольный принципами президентской реконструкции, не признал их. Положение осложнилось в апреле 1865 года, когда Линкольн был убит, а новый президент Джонсон оказался в конфликте с Конгрессом.
В 1866 году прошли новые выборы, на которых консерваторы Арканзаса (бывшие демократы и бывшие виги) победили с большим отрывом и сразу поменяли всех администраторов штата кроме губернатора. Новый состав легислатуры признал долги Конфедеративного Арканзаса, проголосовал за пенсии ветеранам Конфедерации и ввёл множество ограничительных законов для чернокожих. Были выбраны новые сенаторы, но Конгресс не принял и их. Более того, в апреле 1866 года Конгресс вопреки президентскому вето принял Закон о гражданских правах и 14-ю поправку, запрещавшую ограничивать в правах кого бы то ни было. Эту поправку на Юге признал только Теннесси; обе палаты легислатуры Арканзаса единодушно проголосовали против. Решение этой и иных легислатур Юга стало концом президентской реконструкции. Баланс сил в Конгрессе качнулся в пользу республиканцев, которые выдвинули свой собственный план реконструкции, известный как Конгрессиональная реконструкция.
В 1867 году Конгресс начал издавать серию реконструкционных законов, которые оговаривали новые правила принятия в Союз. Вся территория бывшей Конфедерации была разделена на Военные дистрикты, при этом Арканзас и Миссисипи попали в 4-й дистрикт, который возглавил генерал Эдвард Орд. Для принятия в Союз от штатов требовалось принять новую конституцию, дающую всеобщее мужское право на голосование и ратифицировать 14-ю поправку. В ноябре 1867 года с санкции Орда прошло голосование о созыве конституционного конвента, и большинство арканзасцев высказалось за конвент. Он собрался в Литл-Роке в январе 1868 года, и две трети состава делегатов оказались радикальными республиканцами. Восемь делегатов были чернокожими. Новая конституция Арканзаса дала чернокожим право голоса, право участия в судах, право занимать административные должности и право служить в ополчении. Была создана первая в Арканзасе система общественных школ. Губернаторский срок был расширен до четырёх лет и губернатор получил дополнительные полномочия. Конституция была ратифицирована большинством голосов, и одновременно были выбраны чиновники и конгрессмены. Командир военного дистрикта утвердил результаты референдума и новый состав правительства. Конгрессмены от Арканзаса были приняты в Конгресс вопреки вето президента. Новая легислатура ратифицировала 14-ю поправку, после чего 22 июня 1868 года Арканзас был принят в Союз.

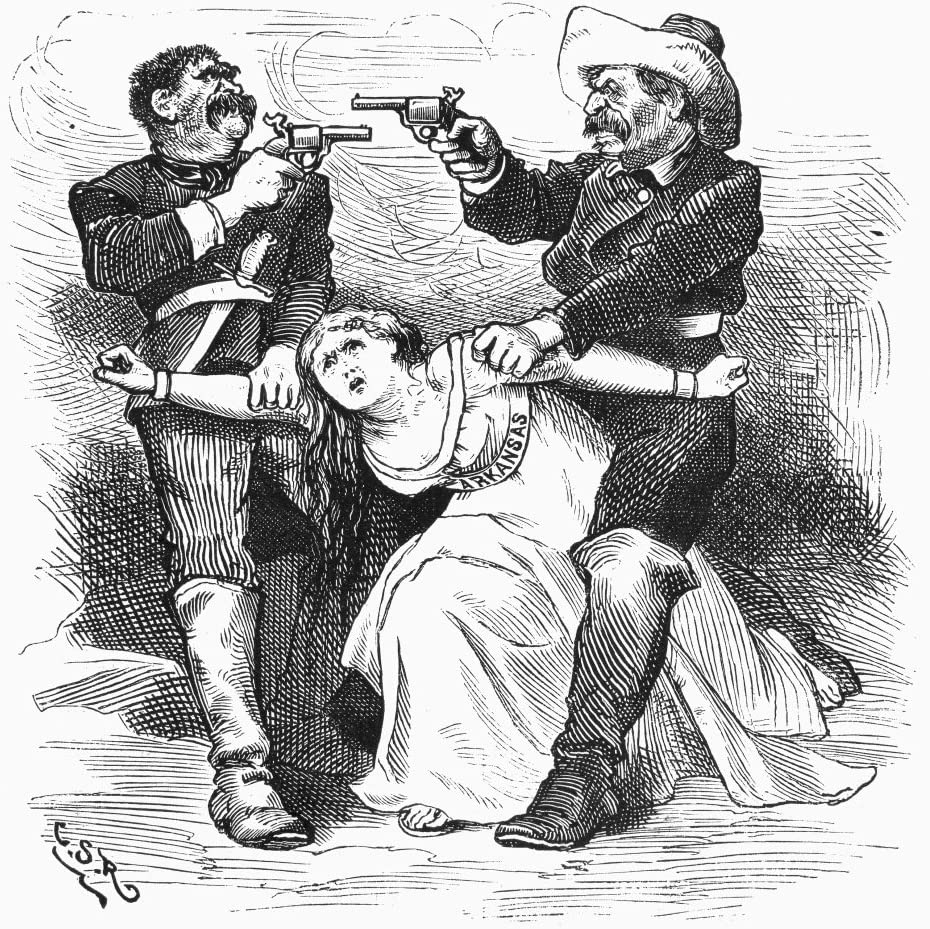
Карикатура на конфликт Брукса и Бакстера 1874 года из газеты Harper’s Weekly.

Губернатором Арканзаса, выбранным по новой конституции, стал республиканец Пауэлл Клэйтон, бывший офицер федеральной армии. Он старался увеличить приток мигрантов в Арканзас и разработал план постройки дамб для защиты от наводнений. Он способствовал строительству железных дорог, так что к концу Реконструкции в Арканзасе их было построено 662 мили (около 1065 км). Но основную тревогу Пауэлла вызывала проблема насилия. В 1866 году в Теннесси зародился Ку-Клукс-Клан, который к весне 1862 года распространил своё влияние по всему Арканзасу. Точные его цели неизвестны; одни полагали, что он намерен свергнуть власть республиканцев в штате, другие же считали что он только помогал консерваторам на выборах 1868 года. Роберт Шэвер, бывший генерал Конфедерации, называл себя главой Клана в Арканзасе, но неизвестно, была ли у него централизованная организация. Клану приписывались многие случаи убийств в Арканзасе, и его жертвой стал даже бывший генерал Томас Хайндман, только что вернувшийся из Мексики. Так в обстановке насилия и злоупотреблений прошли президентские выборы 1868 года. Большинство арканзасцев, имевших право голоса, проголосовали за республиканца Улисса Гранта. Так как федеральные власти ничем не помогали Клэйтону, то на следующий же день после выборов он ввёл в штате Военное положение.
Это распоряжение Клэйтона привело к многочисленным случаям насилия со стороны ополченцев, однако губернатор смог подавить Ку-Клукс-Клан уже к началу 1869 года. Он справился с ним быстрее и эффективнее, чем любой другой губернатор Юга. Но политика Клэйтона вызвала недовольство как в самой республиканской партии, так и его вице-губернатора Джонсона. Клэйтону с трудом удалось нейтрализовать Джонсона, а в 1871 году он перешёл в сенат США. Новым губернатором штата стал Озро Хэдли. Противники Клэйтона выдвинули в лидеры Джозефа Брукса, а про-Клэйтонская группировка не стала бороться за Хэдли, и поддержала вместо него бывшего сенатора Элайшу Бакстера. После ожесточённой предвыборной кампании прошли выборы, на которых, по официальным данным, победил Бакстер, но сторонники Брукса не признали эти выборы. В марте 1873 года решением референдума бывшие конфедераты получили право голоса: Арканзас стал последним штатом, который снял эти ограничения. В том году демократы почти полностью захватили легислатуру Арканзаса. Конгрессмены Арканзаса были недовольны Бакстером и 15 апреля 1874 года сместили его решением суда. По всему штату начались перестрелки между сторонниками Брукса и Бакстера (известные как «Война Брукса-Бакстера»), и наконец президент Грант встал на сторону Бакстера. 14 июля прошёл конституционный конвент, который принял новую конституцию. Губернаторский срок был снова сокращён до двух лет, полномочия губернатора урезаны, а многие полномочия штата перешли к округам. 13 октября 1874 года конституция была ратифицирована референдумом, выбран новый состав легислатуры, а губернатором стал Огастус Гарланд. Конгресс США признал новое положение дел в Арканзасе, и на этом событии реконструкция в Арканзасе завершилась.

### Позолоченный век в Арканзасе

Литл-Рок в 1871 году.

В послевоенные годы цены на хлопок были высоки (50 центов за фунт в 1866 году), что внушало надежды на рост экономики и развитие железных дорог, поэтому арканзасцы расширяли посевы хлопка. Но в 1867 году цены упали до 17 или 18 центов, в 1874 году — до 11 центов, а в 1894 году до — 5 центов. Одновременно росли тарифы на железнодорожные перевозки. На это наложилась засуха 1881 года и наводнение 1882 года. Фермеры начали объединяться для решения своих проблем. Сразу после войны возникла организация Грэндж, которая насчитывала 20 000 членов в Арканзасе в середине 1870-х, а в Техасе в 1878 году образовался Фермерский альянс, который сразу стал распространяться за пределы Техаса, и в частности в Арканзасе. 15 февраля 1882 года фермеры округа Прери основали организацию, вскоре получившую название Сельскохозяйствнный руль (Agricultural Wheel). В 1887 году «Руль» скооперировался с Фермерским альянсом и стал быстро политизироваться. Сначала они поддерживали политиков-демократов, но быстро в них разочаровались и на губернаторских выборах 1886 год выдвинули своего собственного кандидата.
В те же годы в Висконсине зародилась Объединённая лейбористская партия, которая стала распространяться на южные штаты, и включать в свои ряды как промышленных рабочих, так и фермеров. На президентских выборах 1888 года она выдвинула кандидатом в вице-президенты арканзасца Чарльза Каннингема, бывшего активиста «Руля». В апреле 1888 года в Арканзасе прошёл партийный конвент Лейбористской партии, программа которой в целой устраивала членов «Руля», но демократическая пресса предположила, что за лейбористами стояли республиканцы, поэтому многие члены «Руля» покинули конвент и даже вышли из партии. 3 сентября прошли губернаторские выборы. Победил демократический кандидат Джеймс Игл (99214 голосов), но кандидат от лейбористов показал хорошие результаты (84213 голосов). Историки предполагают, что он мог победить на выборах, но лишился голосов из-за мошенничества.
Чернокожие фермеры поддержали лейбористов на выборах 1888 и 1890 годов, поэтому арканзасские демократы решили, что для сохранения власти они должны отстранить чернокожих от голосования. Первые меры в этом направлении были предприняты в 1889 году в штате Миссисипи. В Арканзасе росло недовольство мошенничеством на выборах и общество требовало реформирования этого процесса. В 1891 году легислатура штата приняла так называемый «Выборный закон 1891 года». Выборы стали внепартийными и тайными, с использованием единых бланков. Теперь неграмотные участники выборов не могли найти в бланке нужную фамилию. В Арканзасе проживало 56 % неграмотных чернокожих и 13 % неграмотных белых, что на практике отстранило от голосования 21 % чернокожих избирателей и 7 % белых избирателей. Общее количество голосующих упало с 191 458 человек в 1890 году дo 156 186 человек в 1892 году. В те же годы в Арканзасе сформировалась Популистская партия, но новые правила голосования позволили легко победить кандидату от демократов, Уильяму Фишбэку. Он получил 90 115 голосов, а кандидат от популистов только 31 117.
После выборного закона был принят ещё один, который вводил налог на голосование. Он отстранил от участия ещё 15 % чернокожих и 9—12 % белых. Другой мерой, укрепляющей позиции Демократической партии, стали сегрегационные законы: первый из них, Закон о раздельных вагонах, был принят в 1891 году и требовал от железнодорожных компаний предоставить «равные, но раздельные» места для чёрных и белых пассажиров. В сенате штата против этого закона выступил единственный чернокожий делегат, Джон Белл. Он сказал, что «в этом штате негры без всяких проблем ездят в одних вагонах с другими расами уже 18 лет», но закон был принят 22 голосами «за» при 2-х голосах «против» (против голосовали Белл и сенатор-лейборист). Этот закон был отменён только в 1973 году.

### Американо-испанская война
25 апреля 1998 года Конгресс США объявил войну Испании. От Арканзаса потребовали предоставить два полка нацгвардии численностью 2000 человек. У штата имелось в наличии только две роты, пригодные для участия в войне, поэтому остальные пришлось набирать из добровольцев. В Литл-Роке были сформированы 2 полка по 1000 человек, из них 1-й Арканзасский (полковник Элиас Чандлер) был принят на федеральную службу 14 мая, а 2-й Арканзасский (полковник Вирджин Кук, некогда служивший под командованием Натана Форреста) — 25 мая. Их отправили в Джорджию и включили в III армейский корпус, но не успели отправить на войну. 1-й Арканзасский вернули в Арканзас уже в сентябре 1898 года, а второй был задержан и расформирован только 25 февраля 1899 года. События войны почти не повлияли на настроения в Арканзасе, хотя сенатор и бывший губернатор Джеймс Берри объявил войну несправедливой и был против высадки на Филиппинах. Большинство военнослужащих арканзасских полков были ветеранами армии Конфедерации, поэтому война способствовала сглаживанию трений между Севером и Югом, позволив арканзасцам доказать свою лояльность Союзу.

## XX век

### Эпоха прогрессивизма

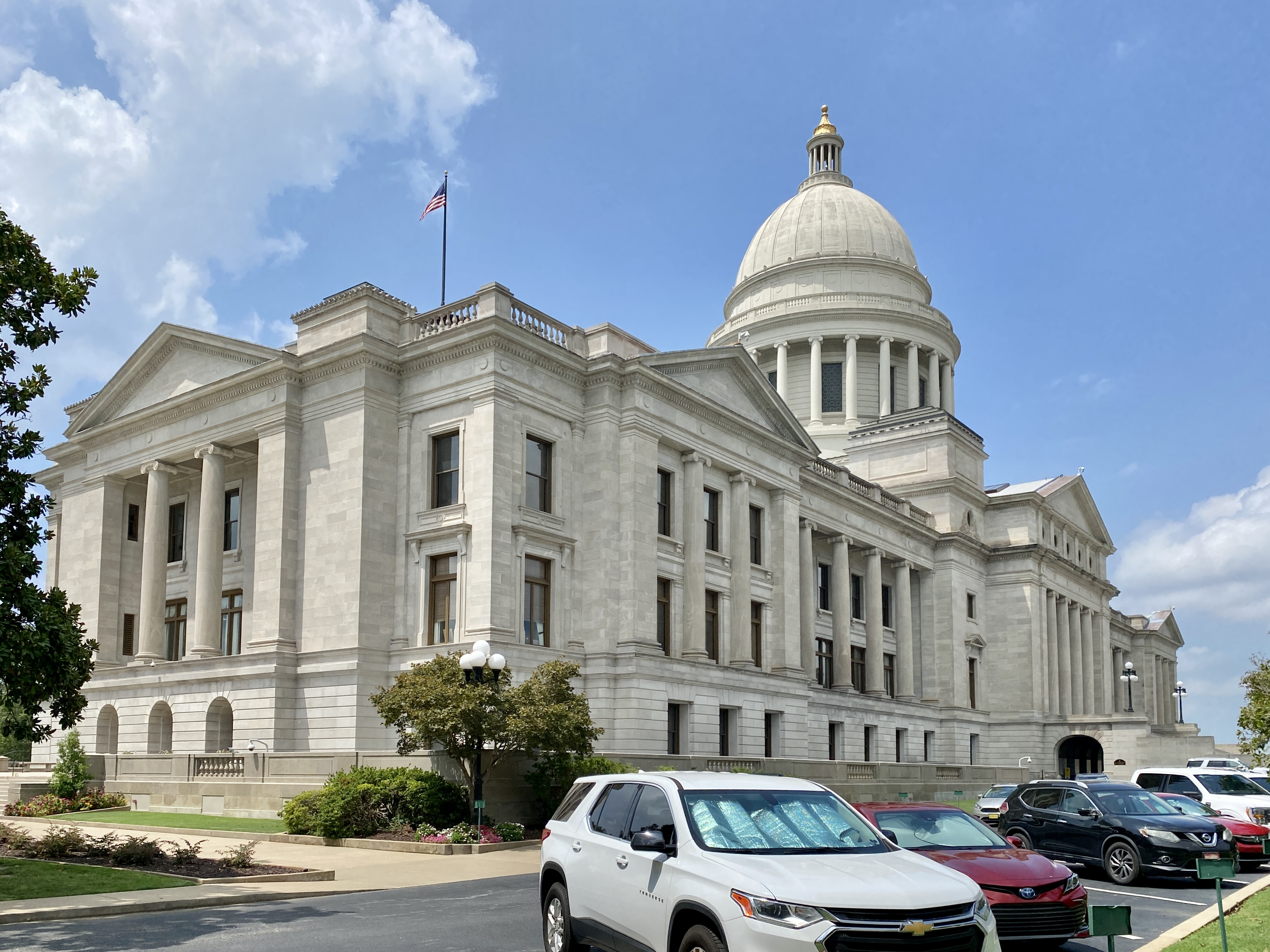
Капитолий Арканзаса, который строился с 1900 по 1915 год

Движение за прогрессивистские реформы началось в самом начале XX века, когда индустриальная революция, урбанизация и появление трестов стали, как казалось, угрожать общественному порядку и стабильности. Первым губернатором-прогрессивистом Арканзаса стал Джефф Дэвис, который ранее был борцом за сухой закон, популистом и сторонником популиста Уильяма Брайана, который победил в Арканзасе на президентских выборах 1896 года. Он был убеждённым врагом трестов и был склонен к радикальным трактовкам Антитрестового акта Ректора, принятого в 1899 году. В штате его воспринимали как борца за интересы простого народа и доверяли ему. Демократическая партия недолюбливала Дэвиса, но не смогла предотвратить его избрание в 1900 году.
В свой второй срок Дэвис пытался ввести сегрегацию налогов (при которой только налоги чернокожих шли на школы для чёрных), но Ассамблея не поддержала его. В 1907 году Дэвис был избран сенатором и покинул Арканзас, организовав передачу поста губернатора своему приемнику Джону Литтлу. Но из-за плохого здоровья Литтл покинул пост уже через месяц, и губернатором стал президент сената, Джон Мур, а в мае 1907 года губернатором был избран Ксенофон Пиндалл, давний противник Дэвиса. Он пробыл на этом посту год и 7 месяцев, но успел ввести законы о контроле воды и лекарств. В 1909 году губернатором стал Джордж Вашингтон Донахью, которого уже можно назвать прогрессивистом в полном смысле этого слова. При нём Арканзас стал единственным штатом Юга, который принял законы об инициативах и референдуме: они позволяли гражданам через петиции предлагать легислатуре законы для обсуждения, а затем одобрять или отвергать их через референдум. Таким образом, отстранив чернокожих от политики, арканзасцы в то же время провели радикальные реформы, которые демократизировали общество.

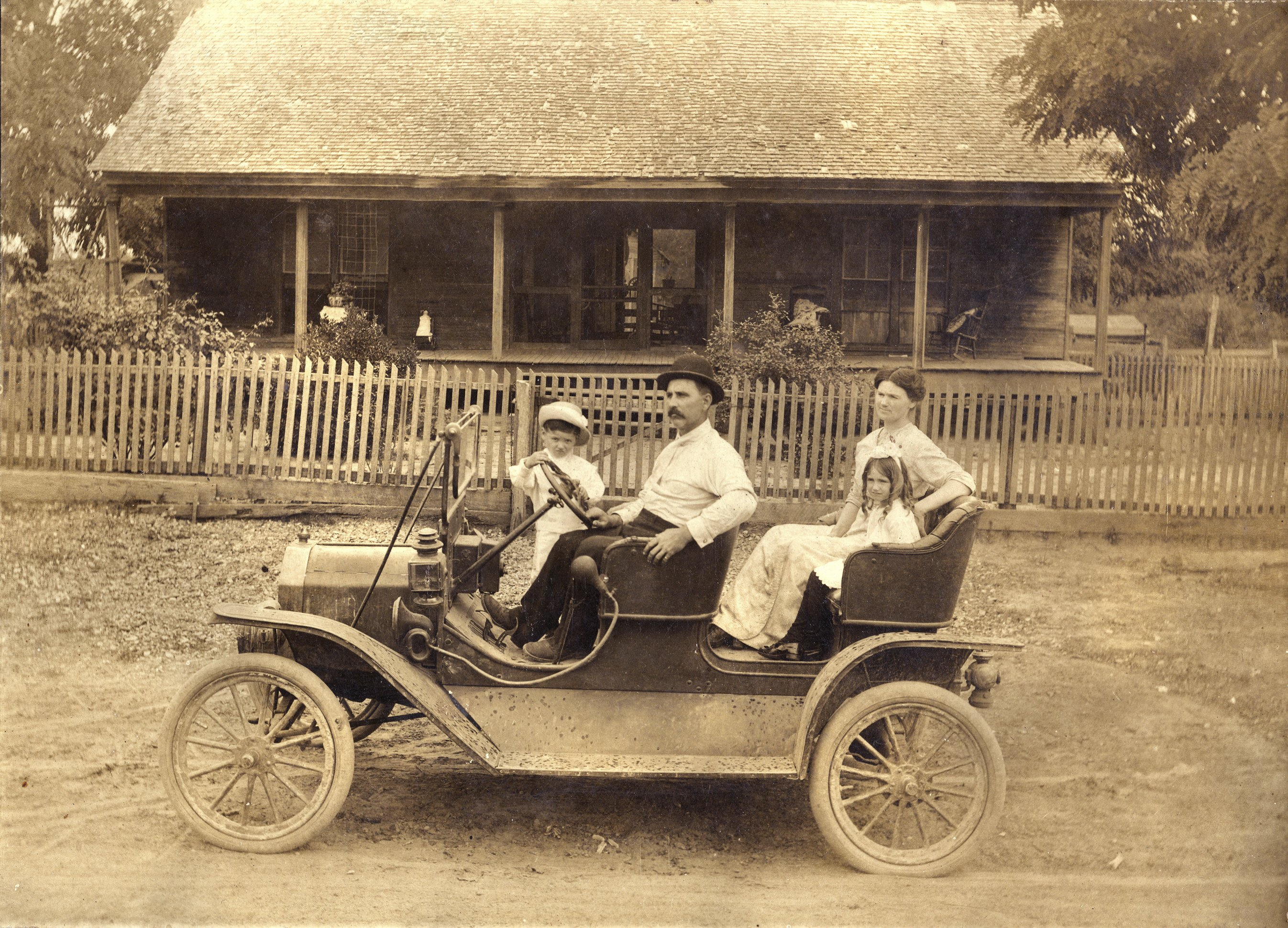
Автомобиль Ford Model T предположительно в Арканзасе в 1910 году.

Самым крупным достижением Донахью стала отмена системы принудительного труда заключённых. Условия содержания в тюрьмах и трудовых лагерях были ужасающи, смертность была высока, а побеги часты, а так как большинство заключённых были чернокожими, то эту систему называли «рабством под другим названием». Многие губернаторы юга боролись с этой проблемой, но у Донахью было преимущество: ранее он занимался строительным бизнесом, участвовал в постройке капитолия штата и был хорошо знаком с системой. Он несколько раз предлагал легислатуре ввести запрет на принудительные работы, но всякий раз голосование проходило не в его пользу. Тогда 17 декабря 1912 года он пошёл на радикальные меры: амнистировал сразу 360 человек, осуждённых за мелкие преступления. Теперь тюрьмы не могли сдавать заключённых в аренду по причине отсутствия надлежащего их количества. В 1913 году уже новый губернатор добился закона о запрете принудительного труда и подписал его 21 февраля 1913 года.

### I Мировая война
Президент Вудро Вильсон долгое время был сторонником нейтралитета, но в итоге стал готовить общественное мнение к войне: им был создан Комитет общественной информации (КОИ) и Совет национальной обороны. Арканзасский губернатор Бру тоже создал свой собственный Совет обороны, который одновременно выполнял функцию КОИ. Арканзас избежал антигерманской истерии по причине отсутствия немцев, но дискриминация коснулась тех, кто уклонялся от призыва. В округе Клейберн в 1918 году небольшая секта Свидетелей Иеговы выступила против призыва и ушла в лес. Конфликт удалось погасить мирными средствами, а следствие выявило ряд злоупотреблений должностных лиц в округе. Подъём патриотизма замедлил, а местами и остановил прогрессивистские реформы: так, в 1918 году конвент отверг проект новой конституции, которой предполагалось заменить конституцию 1874 года.

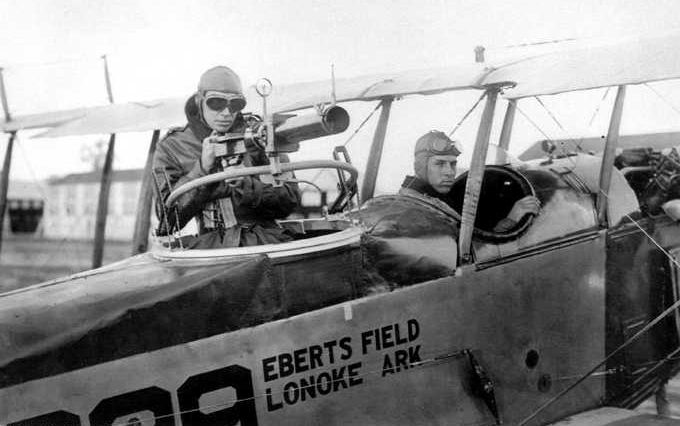
Учебные стрельбы на аэродроме Эбертс-Филд.

Национальная гвардия Арканзаса ещё в 1916 году была отправлена в Нью-Мексико и привлечена к охране мексиканской границы. Когда началась война, нацгвардия была принята на службу в федеральную армию, а все мужчины в возрасте от 21 до 30 лет были обязаны зарегистрироваться как военнообязанные. К 5 июня 1917 года регистрацию прошли 149 207 человек, а когда через год возрастные границы были расширены до 45 лет, число зарегистрировавшихся достигло 199 857 человек. Ещё до начала войны в Арканзасе взлетели цены на хлопок, ускоренными темпами начали работать свинцовые и цинковые шахты, а в Хелене был расширен завод, производящий ружейные приклады. Новые рабочие руки потребовались для строительство армейского лагеря Кэмп-Пайк и аэропорта Эбертс-Филд. Однако из-за набора в армию стало не хватать рабочих, а университетам не хватало студентов. Медкомиссии выявили много проблем со здоровьем у арканзасцев: у многих были анкилостомоз, пеллагра и венерические заболевания. Появились проекты борьбы с этими болезнями, которые дали эффект уже после войны.

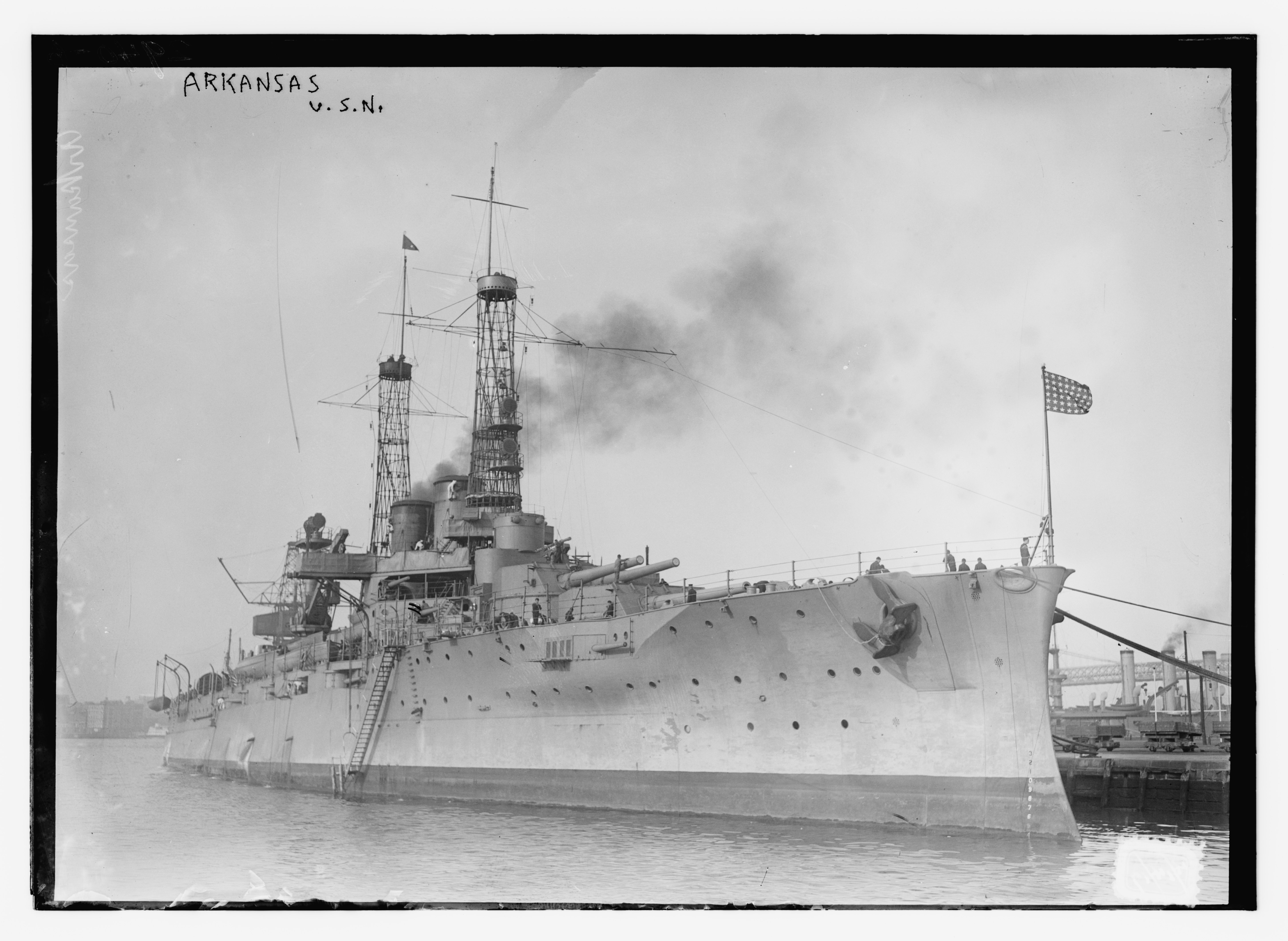
Броненосец USS Arkansas между 1911 и 1915 годом.

В зиму с 1917 на 1918 год в округе Лонок был построен крупнейший в штате военный аэродром Эбертс-Филд, названный в честь первого арканзасского авиатора — капитана Мельхиора Макивэна Эбертса. Весной 1918 года на нём начали обучаться первые 1000 кадетов. Первый курс был выпущен в ноябре 1918 года, когда война уже завершилась.
Всего в Арканзасе военную службу прошли 71 862 человека, из них 18 322 были афроамериканцами, а двое — индейцами. 2 183 человека погибло (в основном от болезней), а 1 751 было ранено. Ещё одним последствием войны стала эпидемия испанского гриппа, которая в Арканзасе началась в лагере Кэмп-Пайк. В 1918 году от гриппа умерло 7 000 арканзасцев.
В ходе войны был задействован броненосец USS Arkansas, спущенный на воду в Нью-Йорке в 1911 году. Он использовался для патрулирования восточного побережья, а затем присоединился к 6-му эскадрону королевского ВМФ Великобритании. Броненосец почти не участвовал в боевых действиях. В апреле 1919 года губернатор Бру подарил команде броненосца серебряный сервиз.

### Ревущие 20-е
Конец войны привёл к прекращению военных заказов, но одновременно возобновилось производство автомобилей, что дало стимул развитию нефтяной и газовой промышленности. Производство угля постепенно сокращалось, но война породила спрос на бокситы, необходимые для производства алюминия. На месте их месторождения возник целый индустриальный город Боксайт. В 1921 году в арканзасском городке Эль-Дорадо была обнаружена нефть. Однако добытчики нефти плохо разбирались в технологиях добычи: сначала они сожгли природный газ, потом закачали в нефтяной слой воду, но не добились нужного давления, и при этом сильно испортили прилегающую местность. Нефть в Эль-Дорадо стала настолько дорогой в добыче, что её не решаются добывать по сей день.
Но основой экономики штата оставалось сельское хозяйство, и оно находилось в глубоком кризисе. Меры по его поддержке принимали в основном федеральные сласти, которые в 1862 и 1890 годах приняли Акты Моррилла, нацеленные на повышение уровня образования фермеров. Но это не спасало положение, и многие плантаторы в 1920-е годы оказались на грани банкротства, что заставляло их выжимать всю возможную выгоду из издольщиков, особенно чернокожих. Расовые трения воскресили Ку-Клукс-Клан, который теперь был против засилия чернокожих, а также евреев, католиков и мигрантов; кроме того, он боролся с нелегальным производством алкоголя, проституцией и домашним насилием. Однако самый известный случай беззакония, линчевание Генри Лоури, прошёл без его участия. Чернокожий Лоури поссорился с плантатором, на которого работал, и на Рождество 1920 года убил его вместе с дочерью. Он сбежал в Техас, но был возвращён в Арканзас. В пути его похитили из поезда, отвезли на место преступления в Нодена-Лэндинг и сожгли заживо. Это случилось вскоре после инаугурации губернатора Томаса Макрея, который был взбешен этим нарушением закона. Макрей в детстве служил курьером в армии Конфедерации и мог позволить себе осуждать расизм беез риска ущерба своей репутации. Линчевания шли на спад по всему Югу в начале века, и Макрей надеялся полностью положить им конец, но несколько случаев всё же имели место.

### Великое наводнение

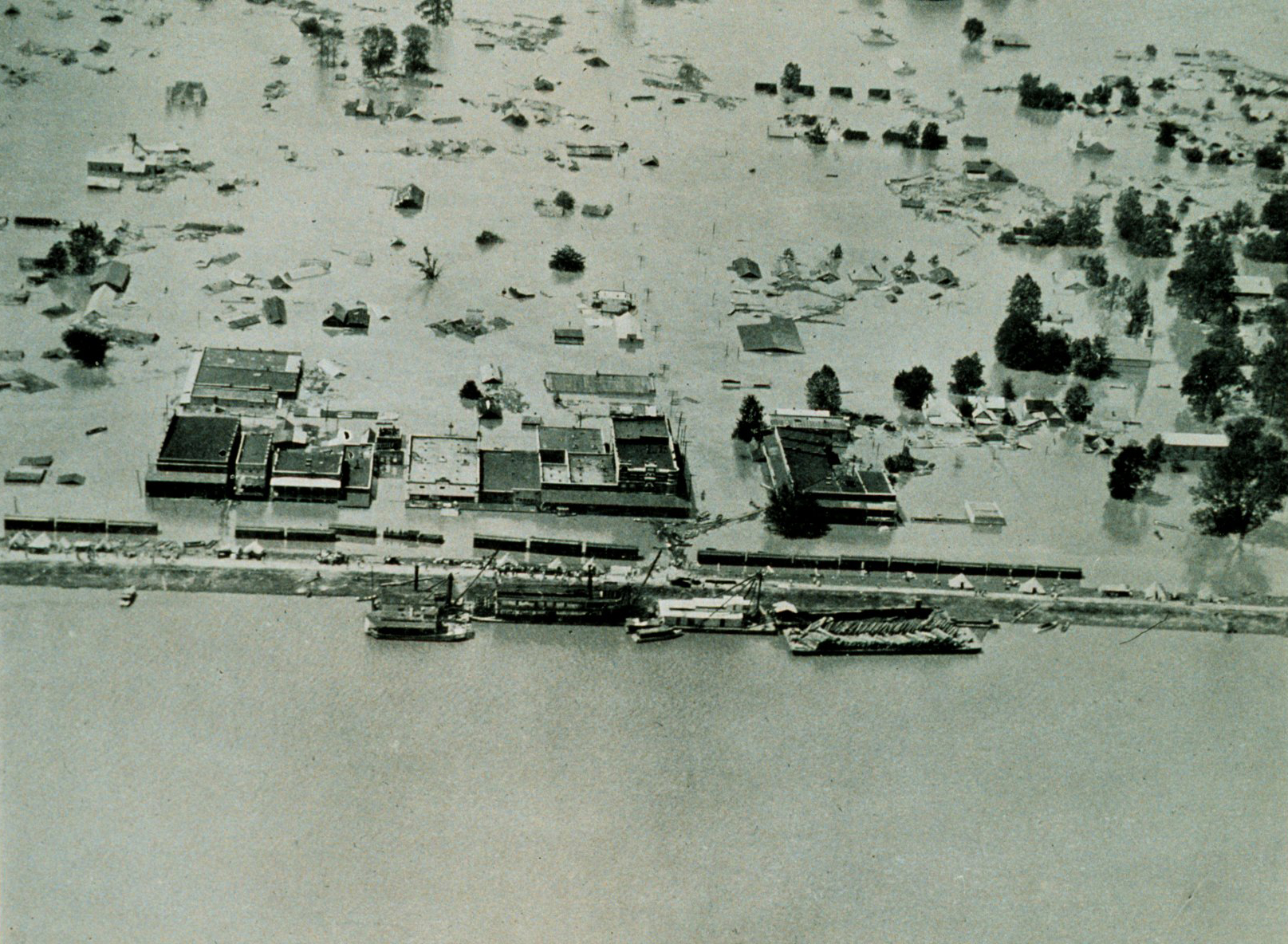
Наводнение в Арканзас-Сити

В 1927 году произошло Великое наводнение — самая страшная природная катастрофа со времени Нью-мадридских землетрясений. Пострадали Иллинойс, Миссури, Кентукки, Арканзас, Теннесси, Миссисипи, Луизиана и Оклахома, но Арканзас пострадал сильнее всех. Были затоплено 5 миллионов акров земли, из них 2 миллиона — сельскохозяйственного назначения, то есть столько же, сколько было в Луизиане и Миссисипи вместе взятых. Эти три штата, как наиболее пострадавшие, создали трёхстороннюю комиссию, которую возглавил губернатор Арканзаса Джон Мартино. Он несколько раз ездил в Вашингтон на переговоры с Гербертом Гувером, которому президент Кулидж поручил организацию спасательных мер. Более всего пострадали берега реки Миссисипи, где было прорвано 13 дамб, но так же 26 дамб было прорвано на реке Арканзас и 67 — на Белой реке. Смертей было сравнительно немного, но под затопление попали 50 000 домов, а Красный Крест выделил помощь для 200 000 арканзасцев. Скот был в массе эвакуирован, но всё же после наводнения пришлось уничтожать 25 000 трупов лошадей и коров. Вода прибывала медленно, но так же медленно убывала, так что наводнение растянулось практически на всё лето, сорвав посевной сезон.
Это наводнение стало первой катастрофой, где для спасательных операций применялись радио и аэропланы. Более 2000 плавательных средств было доставлено в Арканзас для помощи спасателям. Людей вывозили из зоны затопления во временные лагеря, которых было создано 80 штук по всему штату. Именно оперативная реакция Красного Креста и частных лиц позволила избежать человеческий жертв.

### Депрессия и Новый курс

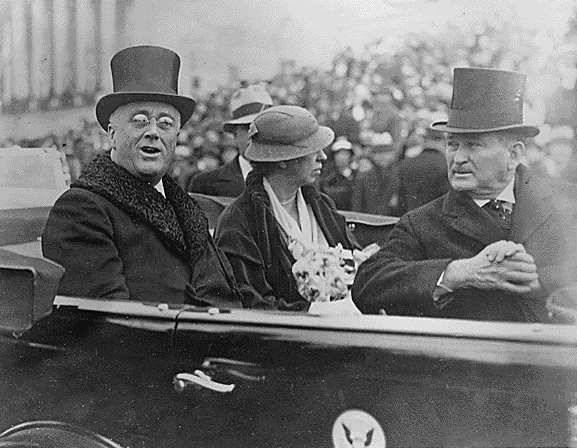
Президент Рузвельт и арканзасский сенатор Робинсон в день инаугурации Рузвельта 1933 года

В 1928 году губернатором Арканзаса стал Харви Пэрнелл. Он поддержал программу дорожного строительства и программу развития школьного образования, но его проектам помешал кризис 1929 года и засуха 1930—1931 года. К 1930 году в бюджете штата стали заканчиваться деньги, оппоненты Пэрнелла на выборах 1930 года предсказывали штату банкротство, но дорожные программы были популярны у избирателей, и Пэрнелл победил. Ему сразу же пришлось сокращать расходы штата, но он был уверен, что это временные трудности. Он настаивал на сокращении посевов хлопка и на увеличении производства зерна, но у него не было механизмов, позволяющих реализовать эти требования. К 1932 году все секторы экономики штата были в депрессии: доходы фермеров падали, безработица достигла 40 %. Банки закрывались, а благотворительные организации исчерпали свои ресурсы. Подобно президенту Гуверу, Пэрнелл стал козлом отпущения в годы кризиса: легислатура обвинила его в том, что он был главой самой коррумпированной администрации со времен реконструкции. Арканзасцы, ранее поддерживавшие дорожные программы, теперь винили губернатора в перерасходовании средств на дороги.
Это привело к тому, что на выборах 1932 года победил самый консервативный губернатор в истории Арканзаса Джуниус Фётрелл, бывший сенатор штата, временно исполнявший обязанности губернатора в 1913 году. В том же самом году на президентских выборах победил демократ Франклин Рузвельт, во многом противоположность Фётрелла. Главной проблемой нового губернатора стал долг штата, который достиг $146 миллионов. Он предложил программу выплаты долга, и одновременно предложил поправки к конституции, которые ограничивали полномочия легислатуры в сфере сбора налогов и расходования бюджета. Фётрелл был уверен, что бедность проистекает от отсутствия частной инициативы, поэтому не желал федеральной помощи. Он считал образование выше уровня начальной школы излишним и сократил расходы на высшие учебные заведения. В отличие от прогрессивистов начала века, он был против и индустриального развития штата.
В 1933 году в США появилась Федеральная администрация чрезвычайной помощи (FERA), которая предполагала использовать для помощи Арканзасу и федеральные средства и средства штата. Однако Фётрелл не стал выделять деньги на образование, из-за чего глава FERA, Гарри Гопкинс, пригрозил вообще прекратить помощь Арканзасу с 1 марта 1935 года. Чтобы добыть требуемые средства, Фётрелл предложил ряд мер, которые шли вразрез с недавними прогрессивными реформами: легализовать алкоголь и азартные игры, обложив налогом то и другое. Но эти предложения не были реализованы в срок, в результате чего FERA прекратила финансирование Арканзаса.
Между тем в 1933 году при активном содействии арканзасского сенатора Робинсона был принят Закон о регулировании сельского хозяйства. Тот же Робинсон помог разработать программу сокращения посевных площадей. Плантаторы Арканзаса поддержали эти программы, надеясь, что они оживят сельское хозяйство в штате. Плантаторы сокращали посевы хлопка, и, по договорённости с властями, сажали другие культуры, например, сою, обогащающую почву. Из-за сокращения работ тысячи арендаторов и издольщиков были уволены как раз в то время, когда промышленность штата ещё не восстановилась. Это привело к миграции афроамериканцев в северные и западные штаты. Тем самым была сломана существующая архаичная система землепользования, а плантаторы стали больше использовать технику и удобрения. Для решения своих проблем фермеры северо-восточного Арканзаса объединились в Фермерский союз арендаторов Юга, который симпатизировал социалистам и даже принимал у себя известного социалиста Нормана Томаса. Деятельность этого Союза вызывала недовольство у многих арканзасцев, и атмосфера так накалилась, что губернатор созвал специальную комиссию для расследования ситуации. Конгресс вмешался и издал закон, которым была учреждена Администрация по защите фермерских хозяйств(FSA).
В 1935 году начало работу Управление промышленно-строительными работами общественного назначения (WPA), которое привлекало безработных к строительству дорог, осушению болот и строительству общественных зданий. В Арканзасе террасировались склоны, высаживались лесопосадки и была существенно улучшена система дорог. Появились новые здания библиотек, судов и школ. Появилось несколько национальных парков, например Птит-Жан и Девилс-Дэн. Некоторые были привлечены к литературной деятельности и написали много ценных работ по истории округов и приходов. Одновременно с WPA был принят Закон о сельской электрификации, который в Арканзасе начал действовать в 1937 году. К тому времени города Арканзаса уже были электрифицированы, но в сельской местности ещё пользовались керосиновыми лампами и дровяными печами. В школах не было обогрева, воды и общественных туалетов, что было одной из причин низкого уровня сельского образования. Электрификация сразу изменила качество жизни в провинции: появился свет, электроплиты, холодильники, инкубаторы и доильные аппараты. Несмотря на некоторые проблемы, связанные с некачественной проводкой, количество потребителей электричества быстро росло, достигло 67 689 в 1945 году и 327 115 в 1960 году.
Губернатор Фётрелл хоть и препятствовал поначалу федеральным программам, был вынужден с ними смириться, иначе не смог бы реализовать свои собственные. Когда он покинул свой пост в 1937 году, сельское хозяйство уже выходило из кризиса. Расходы штата были сокращены, часть госслужащих уволена, остальным урезали зарплаты, но в итоге бюджет удалось сбалансировать и даже добиться профицита. Губернатором стал Карл Эдвард Бэйли, который был сторонником Нового курса Рузвельта, но был личным врагом сенатора Робинсона и не ладил со сторонниками Робинсона в Арканзасе. На выборах 1940 года его победил Хомер Мартин Эдкинс, которому пришлось быть губернатором в годы Второй мировой войны.
Плодоводство северного Арканзаса пришло в упадок в конце 1920-х годов, и многие фермеры перешли на разведение домашней птицы. Появление 71-го шоссе позволило им поставлять свою продукцию на Средний Запад. В 1931 году фермер Джон Тайсон переехал в Спрингдейл и стал продавать местным фермерам сено, фрукты и куриное мясо. В 1935 году он впервые отправил груз мяса в миссурийский Канзас-Сити, а на следующий год в Чикаго. Успешные продажи позволили ему наладить постоянный бизнес, и была основана компания Tyson Foods, которая стала поставлять мясо в Цинциннати, Детройт и Кливленд. Дотации военного времени позволили ему расширить бизнес, и к 1943 году Тайсон уже контролировал весь процесс от выращивания птицы до её продажи. Компания Тайсона стала одной из самых известных компаний Арканзаса, а к концу века стала крупнейшим производителем мяса в мире и одной из ста крупнейших компаний США.

### II Мировая война

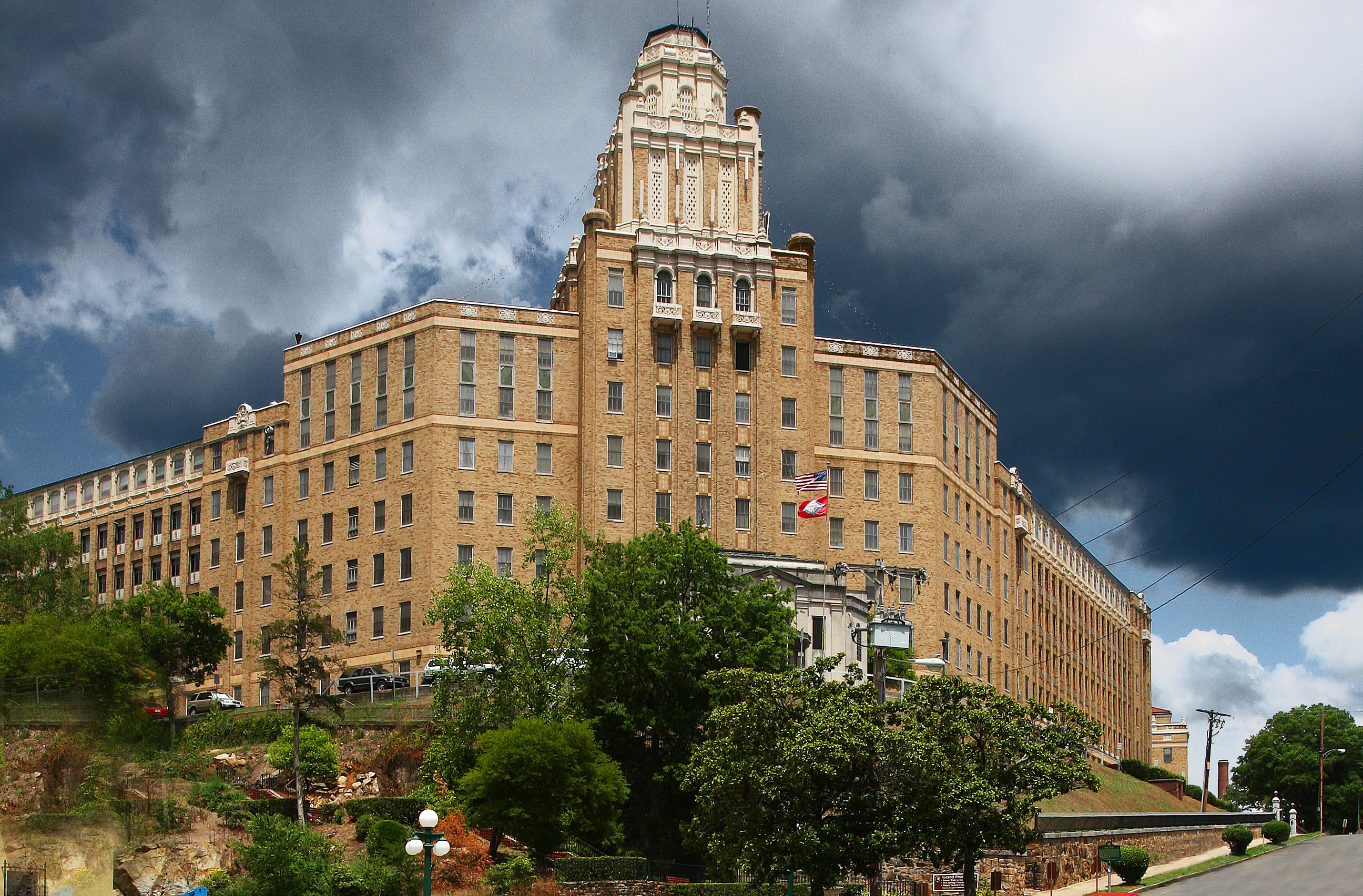
Здание военно-морского госпиталя в Хот-Спрингс

Ещё в сентябре 1940 года президент Рузвельт подписал Закон Бёрка-Уодсворта, определяющий механизм мобилизации. Когда война была объявлена в декабре 1941 года тысячи арканзасцев пожелали вступить в армию, но почти половина из них оказалась непригодна по состоянию здоровья, что объяснялось недостатками системы здравоохранения штата и плохим питанием. Некоторым отказали из-за неграмотности. В Арканзасе была остановлена торговля консервированным мясом и рыбой, а продажа сахара была сильно ограничена. Ограничена была и продажа бензина, хотя для фермеров штата лимиты были расширены. Острой проблемой оказалась нехватка рабочих рук в сельском хозяйстве, государству пришлось принимать специальные программы по привлечению рабочих из городов и даже был заключён договор с Мексикой о импорте рабочей силы. В сельском хозяйстве стали использовать труд военнопленных: в конце года в Арканзас были переправлены почти 23 000 человек, попавших в плен в Северной Африке в мае 1943 года. Пленные отправлялись в три основные лагеря: Кэмп-Робинсон в Норт-Литл-Роке, Кэмп-Чаффи в Форт-Смите и Кэмп-Дермотт в Дермотте. Охрана этих лагерей была слабой, но случаев бегства почти не было. Другим путём решения проблемы была механизация. Специальные агенты помогали фермерам приобретать трактора, количество которых удвоилось: с 12 564 в 1940 году до 26537 в 1945 году.
Арканзасу не удалось развить у себя военную промышленность из-за слабой инфраструктуры и низкого уровня образования. В Арканзасе работали 6 военных заводов: в Камдене, Эль-Дорадо, Хопе, Джэксонвилле, Марче и Пайн-Блаффе. Почти 25 000 рабочих было задействовано в производстве взрывчатых веществ, детонаторов и запалов на пяти заводах, а шестой, в Хопе использовался для тестирования оружия. Но большинство арканзасцев искали работу за пределами штата. Хорошие климатические условия сделали Арканзас удобным местом для размещения тренировочных баз, что во многом улучшило экономику штата. Созданный ещё в 1917 году лагерь Кэпм-Пайк был переименован в Кэмп-Робинсон (в честь сенатора) и стал основным лагерем. Ещё ряд баз был основан в Блайтвилле, Уолнат-Ридж, Ньюпорте и Штутгарте. Изолированное положение штата не позволяло использовать его для нужд флота, и всё же военно-морской госпиталь был открыл в Хот-Спрингс, и один завод боеприпасов — в Шумахере.
18 марта 1942 года было отдано распоряжение депортировать этнических японцев (120 000 человек) во внутренние районы США, главным образом в западные штаты. В Арканзасе было организовано два лагеря: один около Дермотта, на 8 497 человек, и ещё один в Роуэре (около Макги) на 16 000 человек. Власти штата начала препятствовали этому: губернатор Эдкинс запретил японцам посещать школы, опасаясь их перегрузки, а легислатура запретила японцам покупать недвижимость. Последний закон был позже признан неконституционным. Одним из интернированных японцев был будущий актёр Джордж Такэй. Около трёх сотен японцев вступили в 442-й пехотный полк. Среди них был Тед Такаюки Танаю, который получил Крест «За выдающиеся заслуги», а 1996 году награждён посмертно Медалью Почёта.

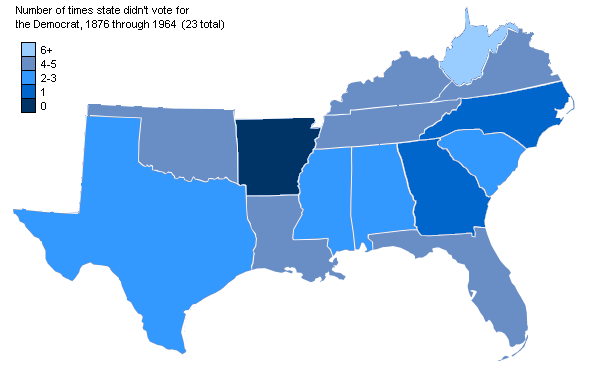
Арканзас был единственным штатом Юга, который ни разу не голосовал за республиканцев на президентских выборах с 1876 по 1964 год.

В годы войны военную службу прошли 194 645 тысяч арканзасцев. Они служили вол всех родах войск и принимали участие в самых разных сражениях войны: на Алеутах, в Тихом Океане, в Северной Африке и Европе. 3 519 арканзасцев погибло за время войны. 8 арканзасцев были награждены Медалью почёта, и среди них Нэйтан Гордон, будущий вице-губернатор Арканзаса. Прошедшие войну афроамериканцы полагали, что они заслужили все гражданские права, в то время как белые были уверены, что они отстояли своё право на традиционный образ жизни; это и привело к ряду социальных конфликтов.
Требование гражданских прав началось ещё до войны и достигло ряда успехов, но почти все губернаторы штата того времени были белыми супремасистами. Исключением стал только Сид Макмэс, который стал губернатором в 1949 году. Он поддержал политику президента Трумэна в части гражданских прав, добивался отмены налога на голосование и равного финансирования школ. В 1948 году уже началась десегрегация высших учебных заведений в Оклахоме, поэтому декан Юридического факультета Арканзасского университета Роберт Лефлэр по личной инициативе допустил в Университет первого чернокожего студента — ветерана войны Сайласа Ханта.

### Арканзас в 1950-е годы

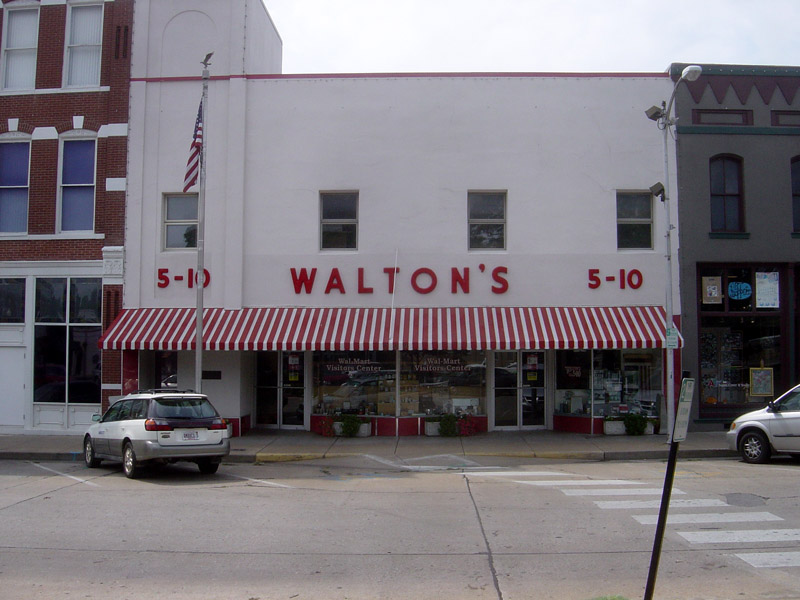
Магазин «Walton’s 5 & 10» в Бентонвилле, ныне музей фирмы Walmart.

Со времен войны и до середины 1960-х сельское хозяйство Арканзаса стремительно менялось. Оно требовало всё меньше рабочих рук и всё больше капиталов, мелкие фермы исчезали, и их земля переходила крупным собственникам. Производство хлопка сокращалось, и фермеры переходили на сою, требующую меньше рабочей силы, но больше капиталовложений. В то же время промышленность штата, несмотря на усилия губернаторов и легислатуры, почти не развивалась, причиной чему был низкий уровень образования. Однако, некоторые частные бизнес-проекты оказались успешными. Одним из самых известных бизнесменов штата был Уитт Стивенс: ему удалось выгодно скупить акции в годы Депрессии, с 1948 годы он строил школы и дороги, а также контролировал всю газовую индустрию штата. Со временем его компания Stephens Inc стала одной из крупнейших инвестиционных кампаний в США. Ветеран войны Сэм Уолтон после войны купил магазин в арканзасском Ньюпорте, затем в 1950 году открыл магазин «Walton’s 5 & 10», первый в штате магазин самообслуживания. В 1962 году он открыл магазин Wal-Mart который со временем развил в сеть Walmart, которая стала крупнейшей в мире сетью оптовой и розничной торговли.
В 1950-х в Арканзасе появились первые скоростные автомагистрали. Первая межштатная автомагистраль была лишь частью объездной системы Мемфиса и была начата в 1952 году. В 1954 году был построен участок магистрали I-30 между Литл-Роком и Бентоном. С 1956 года строительство магистралей на 90 % оплачивало государство, что ускорило темпы. По плану 1958 года было начато сразу несколько дорог: магистраль I-30 из Техаса в Тексаркану и далее в Литл-Рок, I-40 из Оклахомы через Форт-Смит и Литл-Рок и далее в Мемфис, и I-55 из Мемфиса в Миссури. 90 % этих трасс были проложены там, где ранее не было никаких дорог. После их появления 77 % арканзасцев стали жить не далее 50 миль от ближайшей магистрали.
В мае 1954 году Верховный суд США в деле Браун против Совета по образованию объявил неконституционной сегрегацию общественных школ. Арканзасцев ранее мало волновала расовая интеграция высших учебных заведений, но они не были готовы допустить интеграцию общественных школ. Первое время казалось, что интеграция пройдёт без проблем: в 1954 году были интегрированы несколько школ в Файетвилле и Чарлстоне. Но когда в 1955 году была интегрирована школа в городе Хокси, это сразу вызвало бурю протеста. В Арканзасе стало ощущаться влияние организации Совет Белых Граждан, созданной в Миссисипи специально для противодействия совместного обучения темнокожих и белых. Её член, арканзасский легислатор Джеймс Джонсон, был активным сегрегационистом и кандидатом в губернаторы на выборах 1956 года. Он не смог победить действующего губернатора Орвэла Фобуса, но вынудил его изменить свои взгляды на крайне правые. На стороне Фобуса оказались и все конгрессмены Арканзаса, которые подписали так называемый «Южный манифест» — документ, нацеленный против интеграции (сенатор от Арканзаса Уильям Фулбрайт был одним из его редакторов).

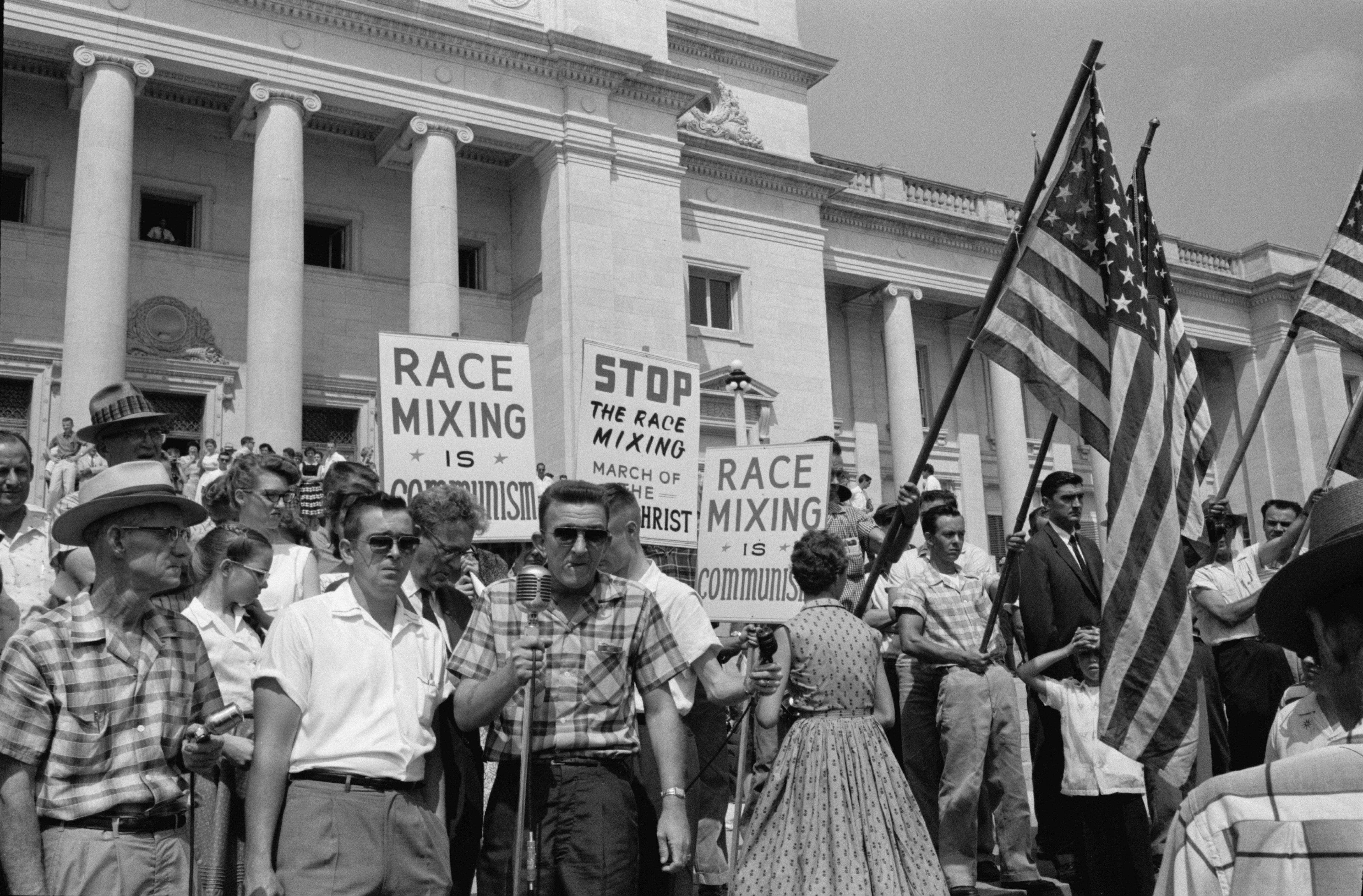
Протесты против интеграции у капитолия Арканзаса в 1959 году.

Самый крупный интеграционный скандал был связан с Высшей школой в Литл-Роке. Общественная организация NAACP, недовольная бездействием властей, подала на них в суд (Дело Купер против Аарона). Тогда Вирджил Блоссом, управляющий столичными школами, предложил план постепенной интеграции, известный как План Блоссома. Афроамериканские активисты его приняли и отобрали девять наиболее перспективных студентов, известных сейчас как «Девятка из Литл-Рока». Губернатор Фобус в это время надеялся провести через легислатуру ряд финансовых мер, и, чтобы заручиться поддержкой консерваторов, добавил ещё несколько предложений по противодействию интеграции. Этот ему не удалось, но он решил не допустить «Девятку» в Высшую школу, опасаясь беспорядков и насилия. Губернатор вызвал Национальную гвардию, которая оцепила школу и не пропустила туда афроамериканцев.
20 сентября Рональд Дэвис, временный судья Восточного судебного округа Арканзаса, объявил решение губернатора о применении войск незаконным. Фобус был вынужден подчиниться. 23 сентября афроамериканцы пошли в школу но были избиты, что заставило мэра Литл-Рока просить помощи у президента. На следующий день Эйзенхауэр ввёл в Литл-Рок 101-ю дивизию ВДВ, а Национальная гвардия Арканзаса была переподчинена федеральному центру. Тогда губернатор Фобус распорядился закрыть общественные школы. Они оставались закрытыми почти год, чо начало приносить убытки экономике штата. В марте 1958 года Торговая палата Литл-Рока постановила открыть школы. 18 июня 1959 года Верховный суд признал закрытие школ антиконституционной мерой.
Несмотря на медленные темпы, Арканзас стал первым из бывших штатов Конфедерации, который начал политику интеграции.

### Арканзас в 1960-е годы
События конца 1950-х сильно повредили репутации штата, но не сказались на популярности губернатора Фобуса, который регулярно побеждал на выборах до 1966 года, даже несмотря на то что расовые вопросы отошли на второй план. К концу своего губернаторства он смирился с интеграцией и даже вступал в политические альянсы с чернокожими политиками. По своим убеждениям он не был расистом и поддерживал супремасистов скорее в силу обстоятельств. В 1964 году Конгресс принял Закон о гражданских правах, а в 1965 году — Закон о правах избирателей, который усилили позиции борцов с сегрегацией в Арканзасе.
Позиция, которую занял Фобус в дни сегрегационного скандала, восстановила против него некоторых политиков, в том числе Уинтропа Рокфеллера — внука миллионера Джона Рокфеллера, который возглавлял Департамент экономического развития Арканзаса. Он неудачно избирался в губернаторы в 1964 году, но в 1966 году Фобус ушёл из политики, и Рокфеллер повторил попытку. Его конкурентом был Джим Джонсон, прямолинейный расист. Но расизм уже вымирал в Арканзасе, а Рокфеллеру ещё и удалось заручиться поддержкой большинства чернокожих, которые сильно влияли на политику штата после 1965 года. Выборы 1966 года открыли новую эпоху в политике Арканзаса. Впервые с 1872 года кандидат от республиканской партии смог стать губернатором, набрав 54 %, а другой республиканец прошёл в Конгресс. В 1967 году ему удалось провести закон о минимальной оплате труда, ужесточить законы о страховании, принять закон о свободе информации и закрыть подпольные игорные дома в Хот-Спрингс. При Рокфедллере была интегрирована полиция Арканзаса.
В наследство от администрации Фобуса Рокфеллеру досталась проблемная система исправительных учреждений, но ему удалось реформировать её, улучшить медицинское обслуживание заключённых, питание и образовательные программы. 7 апреля 1968 года Рокфелер провёл официальную траурную церемонию по случаю убийства Мартина Лютера Кинга. Он был единственным губернатором южного штата, который пошёл на такую меру, и это помогло штату избежать расовых бунтов, которые прокатились по стране после убийства Кинга.

### Арканзас в 1970-е годы
Весь XX век губернаторы Арканзаса пытались развивать в штате промышленность, но только в 1960-е и 1970-е годы их усилия стали давать результаты. С 1967 по 1970 год объёмы промышленной продукции в США выросли на 50 %, а в Арканзасе в тот же период — на 300 %. Промышленность стала приходить в Арканзас в основном из-за отсутствия профсоюзов и низких зарплат. Однако в это же самое время промышленность США начала нести убытки от конкуренции с молодыми индустриями Германии и Японии и переходить на сервисную экономику. Таким образом Арканзас начал своё индустриальное развитие тогда, когда страна стала переходить к постиндустриальной экономике и высокотехнологичному производству. Американская промышленность стала перемещаться в южные штаты, но Арканзас с его низким уровнем образования оказался не готов к этим переменам. Сельское хозяйство тем временем процветало благодаря высоким ценам на зерно в 1960-е годы, поэтому это десятилетия стало лучшим в истории сельского хозяйства Арканзаса.
После 1965 года, когда чернокожие получили право голоса, Демократической партии в Арканзасе пришлось учитывать их интересы, из-за чего арканзасцы, как и жители других штатов Юга, стали всё чаще голосовать за более консервативную Республиканскую партию. Политологи связывают изменение симпатий арканзасцев с развитием сервисной экономики и порождённой ею миграцией со Среднего Запада. Фермеры восточного Арканзаса продолжали поддерживать демократов в расчёте на федеральную помощь, особенно после 1979 года, когда они сильно пострадали от зернового эмбарго, введённого президентом Картером в отношении Советского Союза.
К начале 1970-х годов женщины ещё мало участвовали в политике Арканзаса, хотя Вэйда Шейд стала первой женщиной в ассамблее штата в 1966 году и первым сенатором штата в 1976 году. В 1972 году Конгресс США принял Поправку равноправия, гарантирующую равенство прав вне зависимости от половой принадлежности. 35 штатов ратифицировали её, но требовалось ещё три ратификации, чтобы поправка вошла в Конституцию. Арканзас, несмотря на ожесточённые дебаты по этому вопросу, не ратифицировал эту поправку.
На губернаторских выборах 1970 года победил демократ Дейл Бамперс, которому довелось быть губернатором в кризисные годы Вьетнамской войны и президентства Никсона. В 1973 году арабские страны ввели эмбарго на нефть, что отразилось на американской экономике, хотя и неравномерно: больше всех пострадали густонаселённые штаты (Флорида и Калифорния), а на жизни Арканзаса эмбарго отразилось слабо. В штате произошло несколько забастовок дальнобойщиков, но был зафиксирован только один случай насилия. Губернатор Бамперс полагал, что только повышение уровня образования поможет штату преодолеть кризис. Ему удалось поднять зарплат учителям, улучшить финансирование детских садов, и обеспечить студентов бесплатными учебниками. К концу века Арканзас стал 11-м штатом по уровню географической доступности учебных заведений. Это однако не изменило репутацию арканзасского образования, так что способные студенты предпочитали продолжать обучение за пределами штата. Бамперс покинул пост губернатора в 1974 году и вступил в борьбу с Вилли Фулбрайтом за сенатское место. Фулбрайт разозлил Никсона своей критикой Вьетнамской войны, и президент сделал всё, чтобы тот покинул Сенат. Это помогло Бамперсу занять его место.
В 1974 году на пост губернатора попытался вернуться Орвэл Фобус, но его легко победил бывший арканзасский конгрессмен Дэвид Прайор, набравший 66 % голосов. Его победа стала отчасти следствием роста политической активности афроамериканцев в штате. Перед этим, в 1972 году, Джерри  Джуэлл стал первым в XX веке чернокожим сенатором в Арканзасе, а три афроамериканца прошли в палату представителей штата. Победа Прайора совпала с экономическим спадом в США и началом стагфляции. В экономике появился новый показатель: «Индекс несчастья». Кризис помешал программе Прайора, ему не удалось изменить устаревшую конституцию штата и сократить на четверть подоходный налог. Но ему удалось создать Управление по сбережению ресурсов и разработать план экономии энергоносителей. В 1975 году он создал Департамент культурного наследия и назначил его главой женщину, Энн Бэртли, которая стала первой женщиной в кабинете губернатора Арканзаса. В 1978 году Прайору удалось во второй раз пропасть в сенат США.

### Эпоха Билла Клинтона

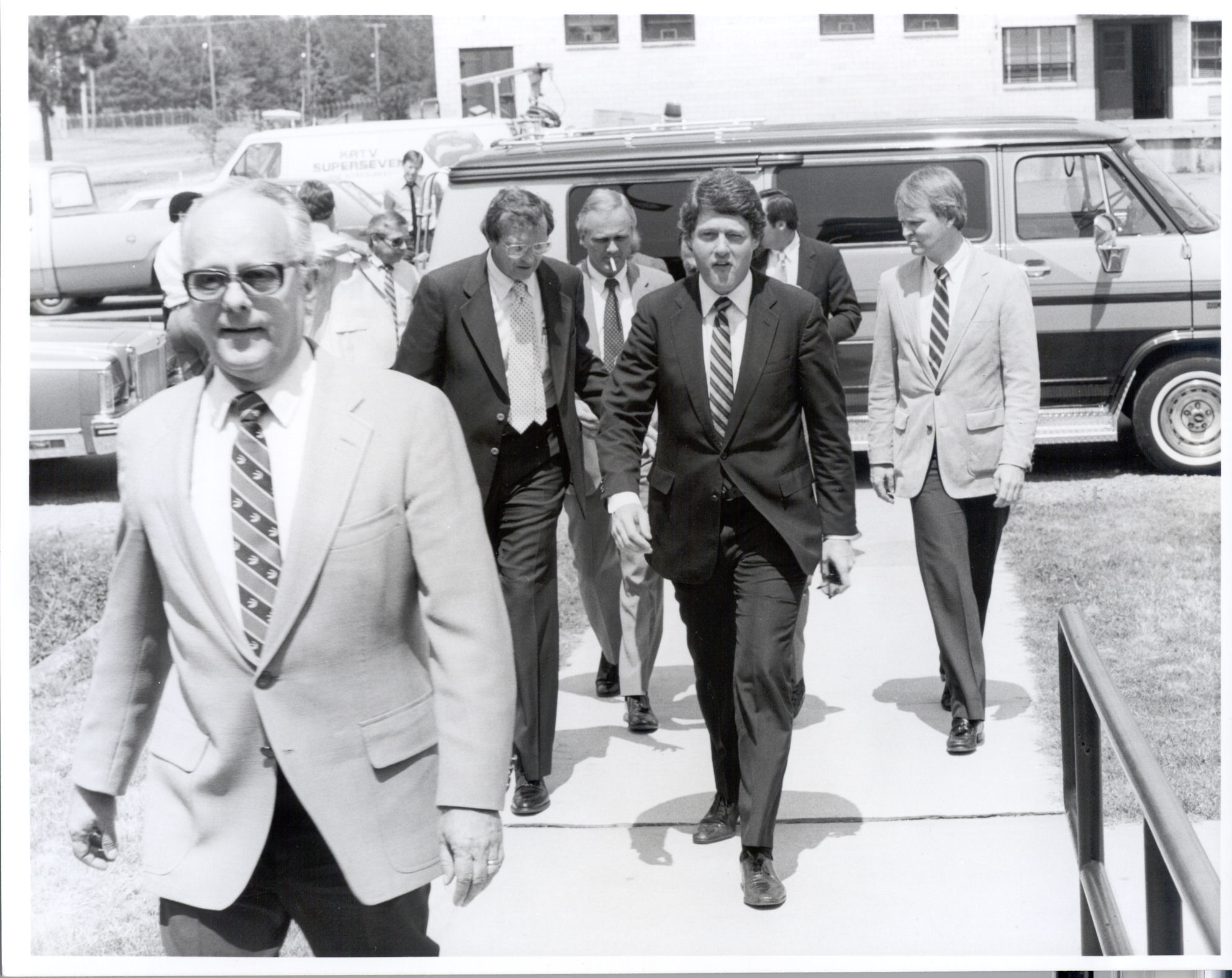
Губернатор Билл Клинтон в 1983 году.

На губернаторских выборах 1978 года лёгкую победу одержал Билл Клинтон, занимавший ранее пост генерального прокурора Арканзаса. Он стал одним из самых молодых губернаторов в истории штата (моложе был только Джон Роан). Клинтон был настроен решительно развивать образование и здравоохранение, по уровню которых Арканзас сильно отставал, а также ремонт и строительство дорог. Он не содействовал появлению крупных фабрик, предлагая вместо этого развивать мелкий бизнес. Новый губернатор ввёл ряд денежных сборов, которые позволили финансировать строительство дорог, но это сильно разозлило избирателей. Особо сильный удар по репутации Клинтона нанесло размещение в Арканзасе кубинских беженцев. Когда они взбунтовались в мае 1980 года, арканзасцы сочли виноватым губернатора, и его соперники на выборах 1980 года использовали это против него. Клинтон проиграл выборы, и губернатором стал Фрэнк Уайт.
Победа Уайта совпала с победой Рональда Рейгана на президентских выборах 1980 года. Краткое пребывание Уайта на посту губернатора происходило во время очередного экономического спадом и стало знаменито в основном законом о преподавании креационизма, который приняла легислатура штата. Уайт подписал его, но попал под шквал критики, а федеральный окружной суд в деле Маклин против Арканзаса 1982 года признал закон неконституционным.
В том же году Клинтон начал повторную борьбу за губернаторство. Он лично выступал на общественных мероприятиях, лично извинился за введённый им сбор на регистрацию автомобилей, стал прислушиваться к советам политологов, сумел победить на праймериз Демократической партии и в итоге в конце 1983 года победил на губернаторских выборах, набрав 55 % голосов. В свой второй срок он стал осторожнее, отказался от амбициозных программ и чаще советовался с опытными политиками. В 1984 году он набрал 64 % на праймериз и 63 % на губернаторских выборах. В 1986 году прошли торжества по случаю 150-летия приёма Арканзаса в Союз, по случаю чего было опубликовано множество книг (в основном через только что открытое издательство University of Arkansas Press) по истории, культуре и географии Арканзаса. Интерес к истории породил создание специальной комиссии для наблюдения за преподаванием истории в общественных школах. Успехи Клинтона на выборах 1990 года были менее впечатляющими: он набрал 54 % на праймериз и 57 % на губернаторских выборах.

### Арканзас в 1990-е годы

Губернатор Такер и президент Клинтон в 1993 году.

Клинтон ещё в 1988 году задумывался о том, чтобы принять участие в президентских выборах, но на тот момент не решился на это. Ожидалось, что он покинет пост в 1990, и Джим Такер рассчитывал занять его место, но Клинтон пошёл на перевыборы, поэтому Такер предпочёл бороться за место вице-губернатора. В 1991 году Клинтон начал свою предвыборную кампанию и часто покидал Арканзас, оставляя Такера ВРИО губернатора. В декабре 1992 года Клинтон покинул пост губернатора и Такер занял его место. В ноябре 1994 года прошли губернаторские выборы и Такер победил, набрав 60 % голосов. В экономике Такер показал себя консерватором: вместо того, чтобы поднимать налоги, он урезал финансирование многим агентствам — например, Департаменту парков и туризма, что заставило департамент ввести платный вход в штатные парки. Губернатор предпринял некоторые меры для борьбы с преступностью среди несовершеннолетних, в частности, повысил штрафы за незаконное хранение оружия.
В 1992 году на президентских выборах Билл Клинтон победил в Арканзасе (53.21 %) и в целом по стране (43 %), получив 370 голосов выборщиков. За время своего пребывания на посту президента Клинтон регулярно получал обвинения в различных правонарушениях, и одним из самых громких было Дело «Уайтуотер» 1994 года, которое сказалось на карьере губернатора Такера. 28 мая 1996 года он был признан виновным в нецелевом расходовании $ 150 000. Такер не признал себя виноватым, на следующий же день объявил о своём уходе и подал в отставку 15 июня 1996 года.
Такер ушёл в отставку в тот момент, когда вице-губернатор Майк Хакаби боролся за сенатское место, освободившееся после Дэвида Прайора. Хакаби пришлось отказаться от сенатской должности и 15 июля 1996 года он стал 44-м губернатором Арканзаса. Первым его нововведением была программа «ARKids First», улучшающая систему детского медицинского страхования. В 1998 году Хакаби был переизбран, получив 59,7 % голосов избирателей. После переизбрания он смог достичь рядя успехов, но получил много критики за ремонт резиденции губернатора, которую арканзасцы сочли необоснованно дорогой.

## XXI век
Когда пришло время губернаторских выборов 2002 года Демократическая партия была готова удвоить усилия, чтобы не допустить переизбрания Хакаби. Она выдвинула кандидатом казначея Джимми Фишера. У него были неплохие шансы на победу, если учесть критику, которую Хакаби получал в последние годы. Однако на выборах он победил Фишера (52 % против 47 %). В 2005 году Хакаби стал председателем Национальной ассоциации губернаторов. С 2004 года его стали упоминать как потенциального кандидата в президенты на выборах 2008 года. Журнал «Тайм» в 2005 году включил его в пятёрку самых эффективных губернаторов США. В 2007 году Хакаби действительно объявил себя кандидатом в президенты и выиграл праймериз в Алабаме, Арканзасе, Луизиане, Джорджии, Канзасе и Теннесси, однако был вынужден уступить Митту Ромни.
В губернаторских выборах 2006 года принял участие Майк Биб, генеральный прокурор Арканзаса. Он потратил на кампанию $6.5 миллионов — больше, чем любой другой кандидат до него. 7 ноября он с большим отрывом победил своего конкурента Эйсу Хатчинсона, набрав 55,6 % голосов избирателей, проиграв лишь в 15-ти из 75 округов штата. За время первого срока его рейтинг никогда не падал ниже 60 %, а в 2010 году он был переизбран, получив 64 % голосов и на этот раз победил во всех округах штата, включая республиканские северо-западные округа. На первой же сессии легислатуры он провёл закон, вдвое сокращающий налог с продаж на продукты питания. На этой же сессии было улучшено финансирование арканзасских школ. На последующих сессиях Биб продолжал сокращать налоги с продаж продуктов, но поднимал налог на табак для финансирования здравоохранения и налог на прибыль с добычи газа для финансирования дорог. Весь свой срок он избегал обсуждения таких острых тем, как легализация абортов и права ЛГБТ. Биб был так популярен, что за него голосовали даже республиканцы, но вместе с тем Демократическая партия теряла позиции в Арканзасе. К началу его срока демократы контролировали легислатуру штата и всю делегацию в Конгрессе (кроме одного места в Палате представителей), но к концу его губернаторства они потеряли все места в Конгрессе и все должности в администрации штата. Биб стал первым губернатором, который столкнулся с полностью республиканской ассамблеей.
На президентских выборах 2008 года в Арканзасе победил республиканец Джон Маккейн, который набрал в штате 58,8 % голосов и получил все 6 голосов выборщиков. Демократ Марк Прайор был переизбран в Сенат США, а в Палату представителей прошёл республиканец Джон Бузмен.
Исход президентских выборов 2012 года в Арканзасе был предопределен выборами в легислатуру штата. Арканзас оставался последним из 11-ти штатов бывшей Конфедерации, который сохранял демократическую легислатуру, наследие эпохи Клинтона. Но в этом году при поддержке Чарльза и Дэвида Кохов республиканцы впервые с 1874 года получили большинство в Сенате и палате представителей штата. Как следствие, республиканец Митт Ромни победил в Арканзасе, набрав 60,5 % голосов и получив 6 голосов выборщиков. Республиканцы захватили все четыре места в Палате представителе США.
Успехи республиканской партии продолжились на губернаторских выборах 2014 года, когда их кандидат Эйса Хатчинсон повторно включился в выборы и на этот раз победил кандидата от демократов, набрав 55 % голосов. Доминирование республиканцев в легислатуре позволило ему легко провести все обещанные законы: он урезал налоги, улучшил систему компьютерного образования, и добился принятия Закона о религиозной свободе, близкого по сути с федеральным Законом о религиозной свободе 1993 года. В 2018 году Хатчисон был переизбран большинством в 65 % голосов. Он обращал внимание на свои успехи в сфере образования и обещал в случае победы повысить зарплаты учителям. Он всегда оставался категорическим противником абортов и в 2019 году предложил 9 биллей, осложняющих практику абортов. В марте 2020 года пришли известия о первых случаях заражения ковидом в штате, что поставило правительство в сложное положение. Общество раскололось в спорах по поводу пандемии и против губернатора сформировалась оппозиция внутри его собственной партии. Однако приток федеральных денег помог ему продвигать свои экономические программы. Экономика Арканзаса пережила сильный удар, многие предприятия были закрыты, а школы перешли на дистанционное обучение. Но уже в конце апреля губернатор снял рад ограничений. Арканзас стал последним штатом, который ввёл масочный режим, но и он оставался добровольным. Полицейские штата заявили, что не будут настаивать на ношении масок. Однако в своих выступлениях Хатчинсон признавал серьёзность пандемии и не высмеивал карантинные меры подобно многим другим республиканцам. В мае 2021 года он отменил ковидные ограничения.
На Президентских выборах 2016 года Арканзас предсказуемо голосовал за республиканцев: Дональд Трамп получил в штате 60,6 % голосов, сенатор Бузман был переизбран на новый срок, а республиканцы в Палате представителей сохранили все свои места. Президентских выборах 2020 года прошли с таким же результатом: Трамп получил 62,4 % голосов и все 6 голосов выборщиков, республиканец Том Коттон был переизбран в сенат и все 4 места в палате представителей остались за республиканцами. В самом Арканзасе демократы удерживали только 1 место в Палате представителей штата. Главным консультантом Трампа на выборах была Сара Хакаби, дочь бывшего губернатора Майка Хакаби. Впоследствии она работала пресс-секретарём в администрации Трампа.
В 2022 году в Арканзасе прошли губернаторские выборы. Сара Хакаби Сандерс победила на праймериз Республиканской партии в мае (83.1 % голосов) и выиграла основные выборы 8 ноября, получив 571 105 голосов избирателей (63.0 %).
На президентских выборах 2024 года в Арканзасе Трамп набрал 64,2 % голосов (против 33,6 % у Харрис) и получил все 6 голосов коллегии выборщиков. Все 4 делегата от Арканзаса в Палате представителей США (республиканцы) были переизбраны на новый срок.

### Статьи
- Branam, Chris M. Another Look at Disfranchisement in Arkansas, 1888—1894 (англ.) // The Arkansas Historical Quarterly. — Arkansas Historical Association, 2010. — Vol. 69, iss. 3. — P. 245—262.
- Davidson, Bertha. Arkansas in the Spanish-American War (англ.) // The Arkansas Historical Quarterly. — Arkansas Historical Association, 1946. — Vol. 5, iss. 3. — P. 208—219. — doi:10.2307/40018764.